# ぐんま車両センター
ぐんま車両センター（ぐんましゃりょうセンター）は、群馬県高崎市双葉町に所在する東日本旅客鉄道（JR東日本）の車両基地である。同社首都圏本部の管轄。
2022年（令和4年）までの名称は高崎車両センター高崎支所。その他旧称として、高崎機関区（初代）、高崎第一機関区、高崎客車区、高崎運転所などがある。

## 概要
高崎線倉賀野駅 - 高崎駅間の線路北側に位置する。八高線（高麗川駅以北）や事業用列車で用いられる気動車や、高崎地区やその他の地区で臨時列車として運用される客車、臨時列車や事業用列車を牽引する蒸気機関車、ディーゼル機関車、電気機関車が配置されている。
1884年（明治17年）に開設された日本鉄道高崎機関庫を源流とし、高崎機関区（初代）、高崎第一機関区、高崎客貨車区などを前身に持つ。国鉄分割民営化直前の1987年（昭和62年）3月に高崎第一機関区と高崎客貨車区が統合して高崎運転所となり、同年4月にJR東日本に継承され、高崎車両センター（初代）、高崎車両センター高崎支所を経て、2022年（令和4年）にぐんま車両センターとなった（詳細は後述）。

## 施設・業務
敷地は高崎駅に隣接する客車庫エリア、高崎駅南東の車両留置線群・検修庫エリアおよびSL検修庫エリア、本センター南の日本貨物鉄道（JR貨物）高崎機関区に隣接する電気機関車留置エリアと大きく3つに分かれている。出入庫は全て高崎駅側のみから行われる。
客車庫エリアでは所属客車の留置、車両留置線群・検修庫エリアおよびSL検修庫エリアでは所属車両および他区所所属の電車などの留置、所属車両の仕業検査、交番検査などの車両検修や臨時検修、車体修繕、車両清掃など、電気機関車留置エリアでは所属電気機関車の留置が主な業務となっている。これら業務の一部は関連会社（JR高崎鉄道サービス）に委託している。
蒸気機関車や客車は車齢が60年を超える車両であるため、部品が破損した場合には本センターの旋盤を使用して新たに製作したりすることがあるほか、乗降扉が手動である旧型客車に対して、戸閉装置と走行中の開放を防ぐ電磁石を用いたロック装置を開発し取り付けた実績がある。
設備面では、かつて蒸気機関車が全盛であった高崎第一機関区時代は、車両留置線群・検修庫エリアに大規模な給炭設備があり、SL検修庫エリアの転車台には多くの線路が繋がり、扇形機関庫も備えていた。しかし、それらの設備は蒸気機関車廃車とともに廃止・縮小され、現状の車両留置線群・検修庫エリアには事務所庁舎、車両検修庫、車両清掃台、機械洗浄機、車両留置線が、SL検修庫エリアには転車台が残るものの、繋がる線路は縮小され、SL検修庫は扇形から個別型の3棟に変わっている。また、客車および電気機関車留置エリアは留置線のみである。

## 歴史
本センターは1884年（明治17年）5月1日に日本鉄道によって設置された「高崎機関庫」を源流とする。これは日本鉄道第一区線（現・高崎線ほか）の高崎延伸にあわせて設けられたもので、機関車、客車、貨車が所属した。
1906年（明治39年）11月1日に日本鉄道が買収・国有化され、官営鉄道管轄となった後、1922年（大正11年）6月1日に客貨車の検修業務が現在の客車庫エリアに新設された「高崎検車所」（客貨車の車体部門の検修を担当）および「高崎列車電灯所」（客貨車の電気装置の検修を担当　1928年に「高崎車電所」に改称）に移管され、高崎機関庫は機関車のみを担当するようになった。1936年（昭和11年）9月には、現業機関の呼称統一のため、機関車部門の高崎機関庫と客貨車部門の高崎検車所・高崎車電所がそれぞれ「高崎機関区」（初代）、「高崎検車区」・「高崎車電区」に改称された。
1943年（昭和18年）10月1日、高崎操車場開設に伴い、現在本センター電気機関車留置エリアおよびJR貨物高崎機関区となっている敷地に高崎機関区・高崎検車所・高崎車電所の貨物部門が設置された。
1945年（昭和20年）2月1日には、高崎機関区が旅客部門（車両留置線群・検修庫エリアおよびSL検修庫エリア）の「高崎第一機関区」と貨物部門（電気機関車留置エリアおよびJR貨物高崎機関区）の「高崎第二機関区」とに改組・分離された。しかし、両区の分担は1947年（昭和22年）10月1日の上越線全線電化に伴って変更され、高崎第一機関区が内燃機関車（蒸気機関車、後にディーゼル機関車や気動車も配置）を、高崎第二機関区が電気機関車（後に電車も配置）を受け持つこととなった。また、1949年（昭和24年）1月1日には高崎第一機関区渋川支区（1967年廃止）が設置されたほか、時期不詳ながら桐生機関区が高崎第一機関区桐生支所に改編されている。
1951年（昭和26年）4月1日には客貨車部門の組織改編が行われ、高崎検車区と高崎車電区が統合されて「高崎客車区」が発足するとともに、高崎操車場に隣接して「高崎貨車区」が設けられた。この時分割された客車部門と貨車部門は、1986年（昭和61年）3月14日の組織改正により「高崎客貨車区」として統合された。
1987年（昭和62年）3月1日、国鉄分割民営化に備えた現業機関改編の一環として、高崎第一機関区と高崎客貨車区が統合して「高崎運転所」が発足した。この際、高崎第一機関区の乗務員が高崎電車区に移籍し、高崎第二機関区から敷地の一部（本センター電気機関車留置エリア）とEF55形やEF60形などの一部の電気機関車が高崎運転所に移管された。なお、高崎客貨車区の配置車両のうち、貨車についてはトラ90000形、ホキ800形、チキ6000形、ヨ3500形のみが高崎運転所に移管され、それ以外の貨車はJR貨物に引き継がれた。同年4月1日の民営化では、高崎運転所はJR東日本に継承された。1989年（平成元年）3月29日には、足尾線の第3セクター化に伴い、高崎運転所桐生支所（1987年高崎機関区桐生支所から改称）がわたらせ渓谷鐵道に移管された。
2004年（平成16年）4月1日、高崎運転所は「高崎車両センター」（初代）に改称された。2005年（平成17年）12月10日には、新前橋電車区の検修部門が高崎車両センター（2代）に改編され、旧・高崎車両センターは「高崎車両センター高崎支所」となった。
2022年（令和4年）3月12日、高崎車両センター高崎支所は「ぐんま車両センター」として独立した。

### 年表
- 1884年（明治17年）5月1日 - 日本鉄道高崎機関庫発足[5]。
- 1906年（明治39年）11月1日 - 日本鉄道の買収・国有化に伴い、官設鉄道に移管。
- 1922年（大正11年）6月1日 - 客貨車検修業務を高崎機関庫から分離する目的で高崎検車所および高崎列車電灯所を設置[17]。
- 1928年（昭和3年）- 高崎列車電灯所が高崎車電所に改称[注 2]。
- 1934年（昭和11年）9月1日 - 高崎機関庫は高崎機関区（初代）に、高崎検車所は高崎検車区に、高崎車電所は高崎車電区にそれぞれ改称[18][注 3]。
- 1943年（昭和18年）10月1日 - 高崎操車場開設[19]に伴い、本センター電気機関車留置エリアとJR貨物高崎機関区の敷地に高崎機関区および高崎検車区・高崎車電区の貨物部門を移設。
- 1945年（昭和20年）2月1日 - 高崎機関区（初代）が高崎第一機関区と高崎第二機関区に改組・分離[12][注 10]。
- 1947年（昭和22年）10月1日 - 上越線全線電化[21]に伴って高崎第一機関区と高崎第二機関区の分担が変更され、高崎第一機関区は内燃機関車の配置区（蒸気機関車、後にディーゼル機関車や気動車も配置[23][24]）となる。
- 1949年（昭和24年）
  - 1月1日 - 高崎第一機関区渋川支区を設置[23]。
  - 6月1日 - 日本国有鉄道が発足。
- 1951年（昭和26年）4月1日 - 高崎検車区と高崎車電区が統合し、高崎客車区が発足[7][6]。同時に高崎貨車区が発足[18][30][注 5]。
- 1967年（昭和42年）6月1日 - 高崎第一機関区渋川支区を廃止。
- 時期不詳 - 桐生機関区[23]が高崎第一機関区桐生支所に改称[注 4]。
- 1986年（昭和61年）3月14日 - 高崎客車区、高崎貨車区などが統合し、高崎客貨車区に改称[6][7]。
- 1987年（昭和62年）
  - 3月1日 - 高崎第一機関区と高崎客貨車区が統合し、高崎運転所が発足[7][6]。高崎第一機関区桐生支所は高崎運転所桐生支所へ改称[33]。高崎第一機関区の乗務員は高崎電車区に移籍したほか、高崎機関区（2代）[注 11]との間で一部の車両および敷地を移管。
  - 4月1日 - 国鉄分割民営化により東日本旅客鉄道に継承。
- 1989年（平成元年）3月29日 - 足尾線の第3セクター化に伴い、高崎運転所桐生支所がわたらせ渓谷鐵道へ移管[33]。
- 2004年（平成16年）4月1日 - 高崎運転所を高崎車両センター（初代）へ改称[9]。
- 2005年（平成17年）12月10日 - 組織変更に伴い、新前橋電車区検修部門が高崎車両センター（2代）に、旧・高崎車両センターは同所の下部組織となる高崎車両センター高崎支所にそれぞれ改編[9]。
- 2022年（令和4年）3月12日 - 高崎車両センター高崎支所がぐんま車両センターとして独立[9][10][11]。

## 配置車両に記される略号

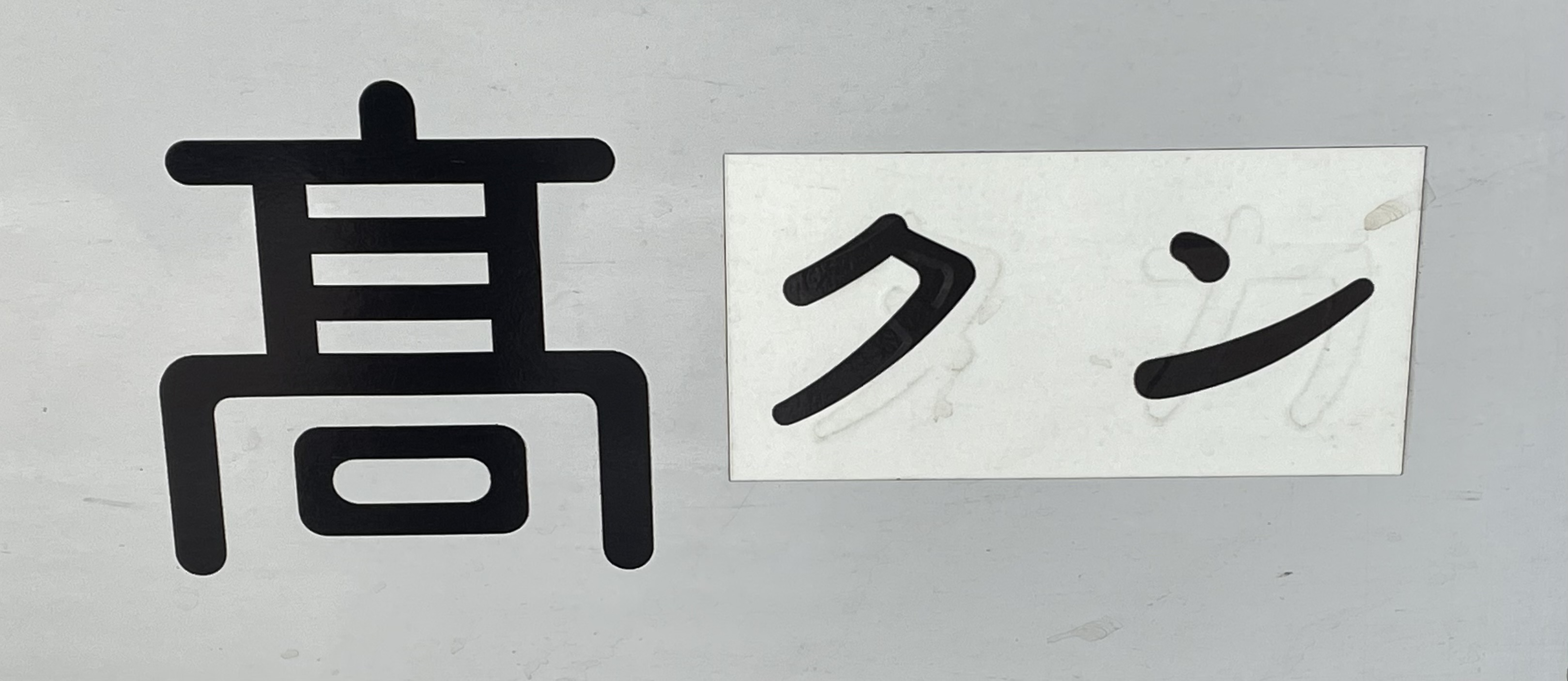
ぐんま車両センター 所属略号

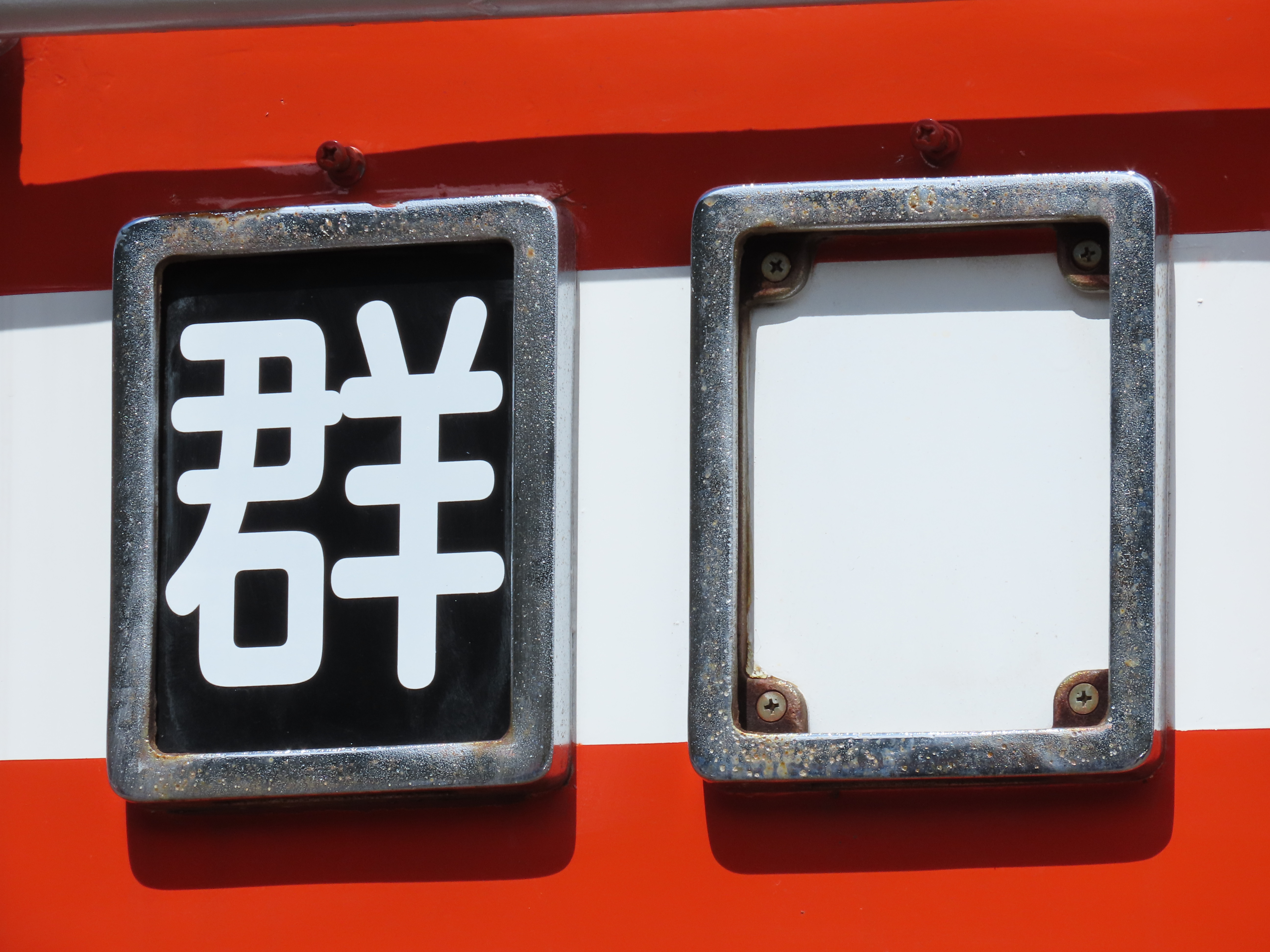
ぐんま車両センター 機関車区名札

- 旅客車 - 「髙クン」…高崎支社を意味する「髙（高）」と、ぐんま（群馬）を意味する「クン」から構成される。ぐんま車両センター発足時に「髙タカ」から変更された。
- 機関車 - 「群」…ぐんま車両センターを意味する「群」を標記。旧高崎支所を意味する「高」から変更された。同所に所属する秩父鉄道の蒸気機関車C58 363も他の機関車と同じく「高」と標記していたが、こちらは同所発足時に「秩」へ変更された。

## 配置車両
2023年4月1日時点の配置車両は以下の通り。
配置車両には、定期運用に就く八高線のキハ110系気動車および事業用のGV-E197系気動車、高崎地区やその他の地区で臨時列車などとして運用されている12系客車およびスハ43系などの旧型客車、動態保存されている蒸気機関車、臨時客車列車や事業用列車などを牽引するディーゼル機関車および電気機関車がある。
このうち、ディーゼル機関車と電気機関車は2024年秋を最後に営業運転を終了。
| 電車 | 気動車 | 機関車 | 客車 | 合計 |
| ---- | ------ | ------ | ---- | ---- |
| 0両  | 27両   | 17両   | 13両 | 57両 |

### 気動車
キハ110系（21両）
- キハ110形200番台9両、キハ111形・キハ112形200番台2両編成6本（12両）が配置されている。
- 八高線（高麗川 - 倉賀野間）と高崎線（倉賀野 - 高崎間）で運用されている。
- 全車、側面の行先表示器が字幕式から3色LED式に変更された。

GV-E197系（44両）
- GV-E197系0番台6両編成2本（12両）、GV-E197系100番台6両編成5本（30両）、GV-E197系200番台2両編成1本（2両）が配置されている。
- 砕石輸送・回送列車牽引用の事業用車両であり、ディーゼル機関車とホキ800形を置き換えた。

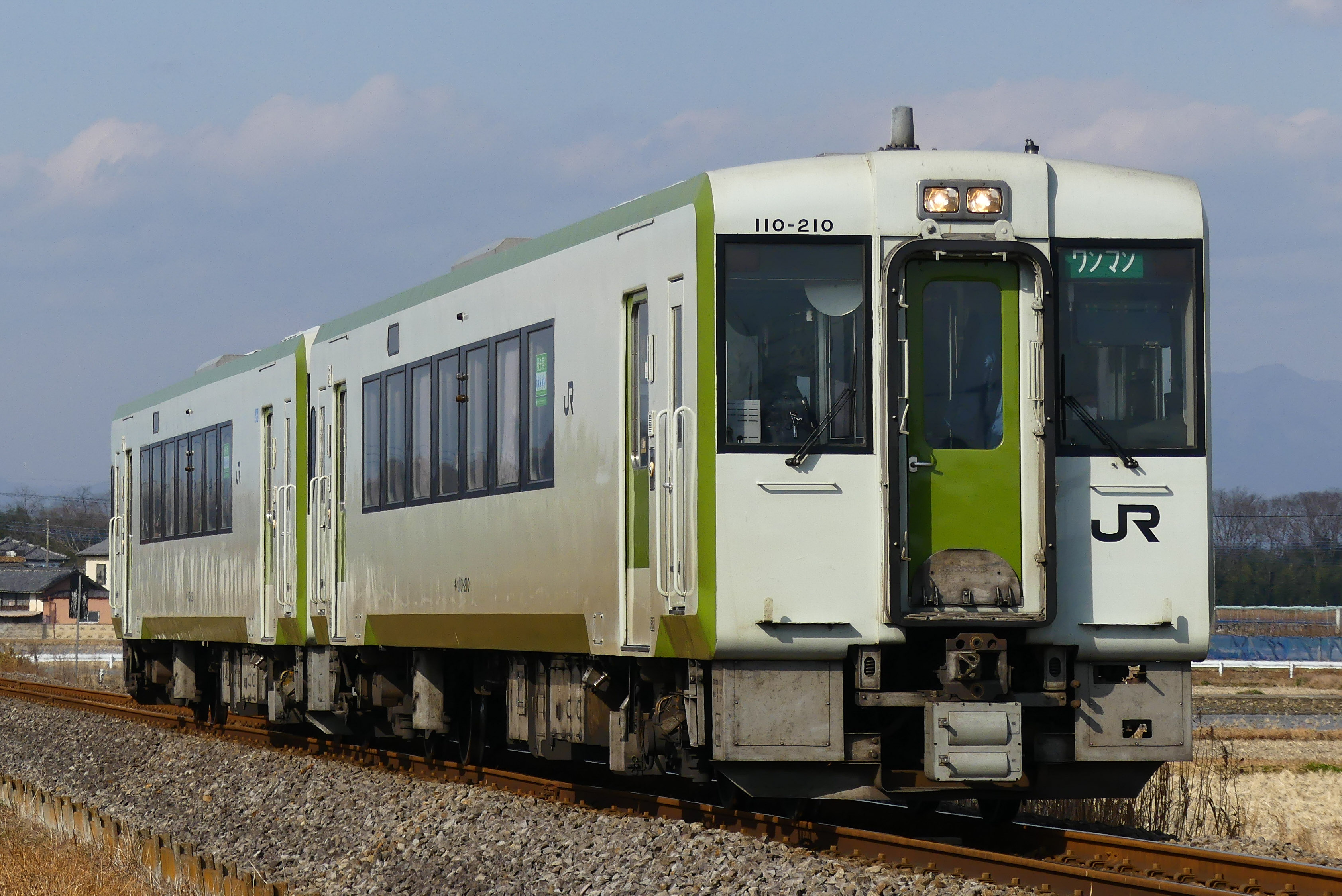
キハ110系
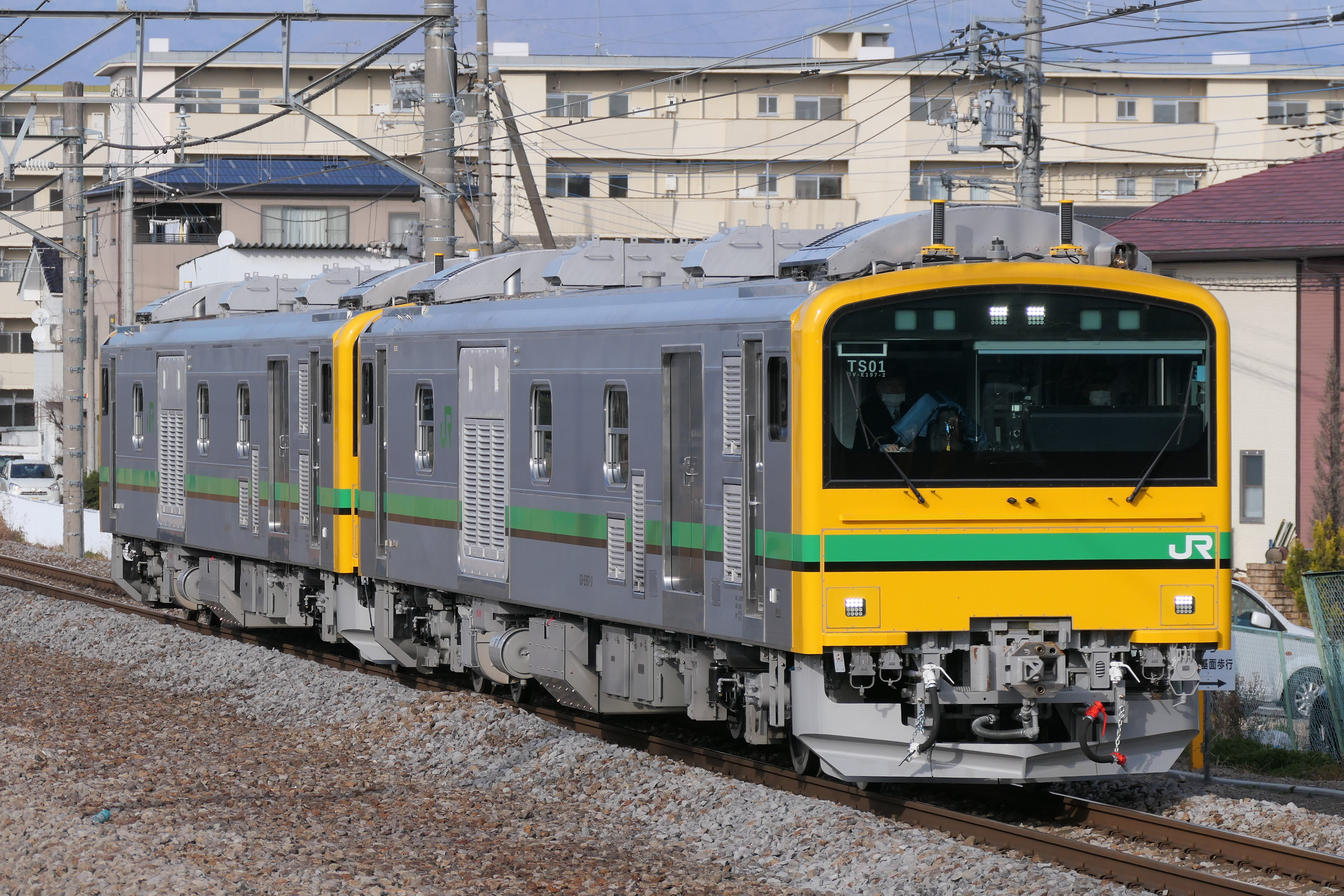
GV-E197系

### 蒸気機関車
D51形（1両）
- 498号機が在籍する。1988年11月より配置。快速「SLぐんま みなかみ」「SLぐんま よこかわ」を中心に運用。

C61形（1両）
- 20号機が在籍する。2011年3月30日より配置。快速「SLぐんま みなかみ」「SLぐんま よこかわ」を中心に運用。

C58形（1両）
- 秩父鉄道所有の363号機が在籍する。ぐんま車両センター発足後も引き続き同所に管理が委託されているが、区名札の標記は「群」ではなく「秩」となっている。

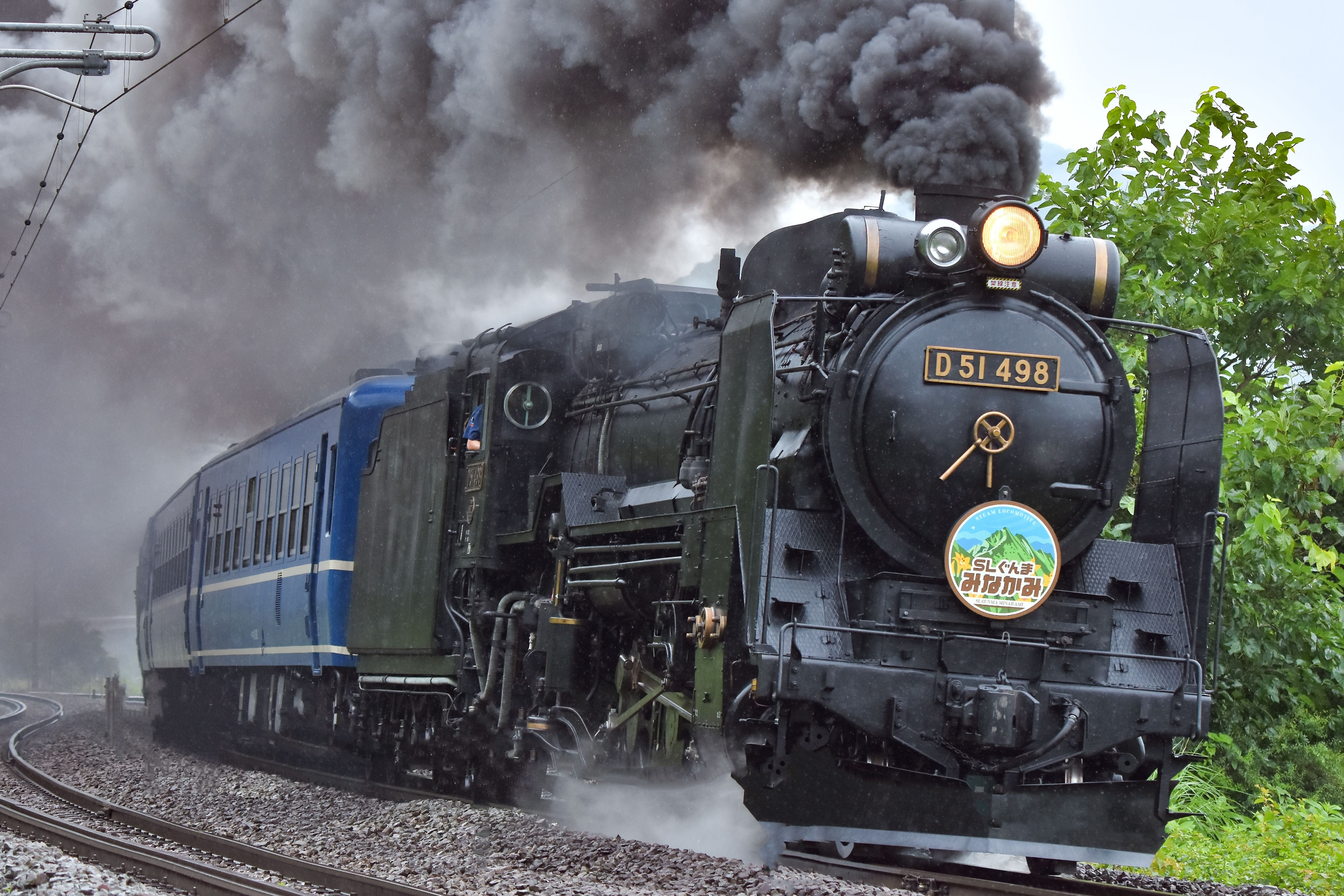
D51 498
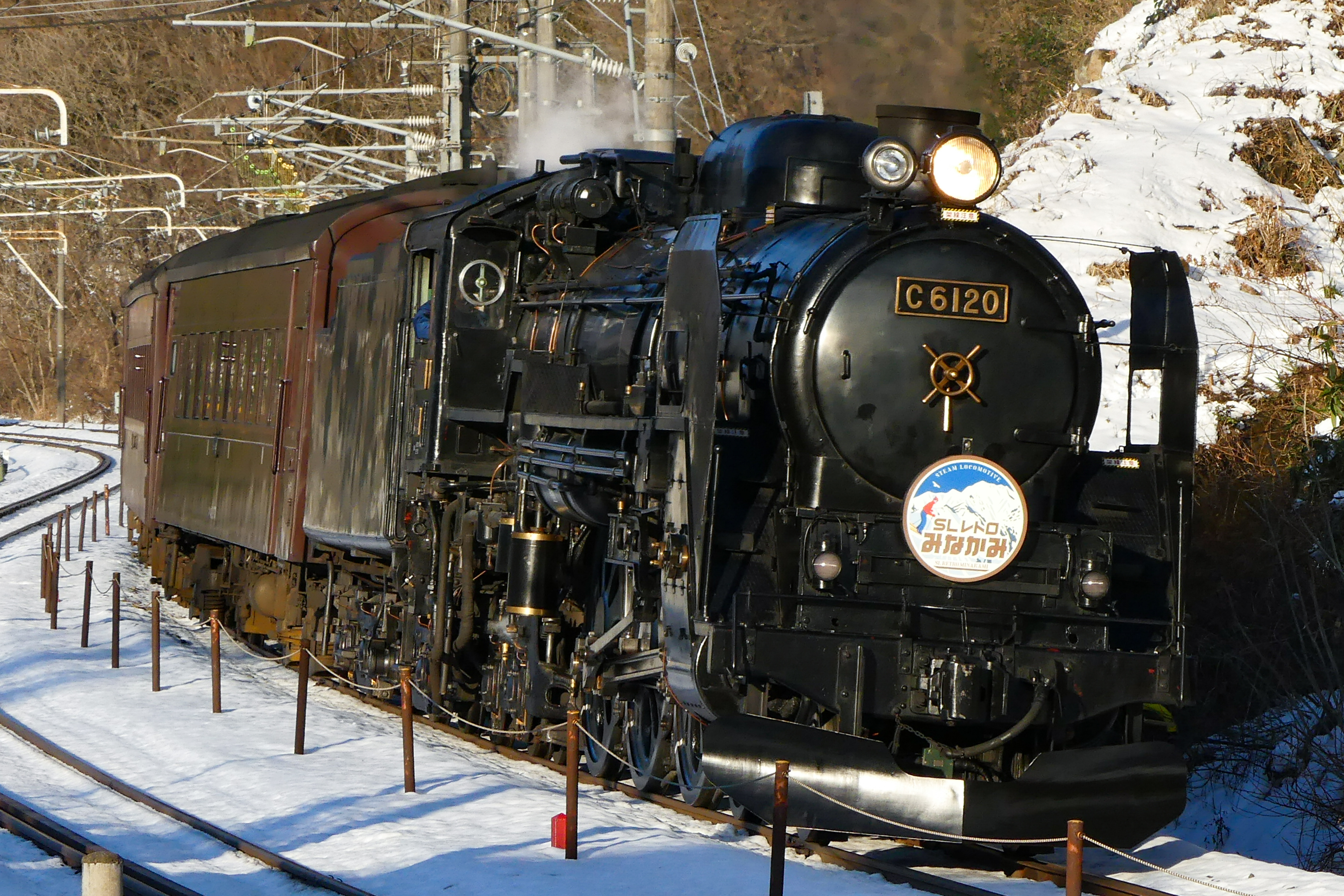
C61 20
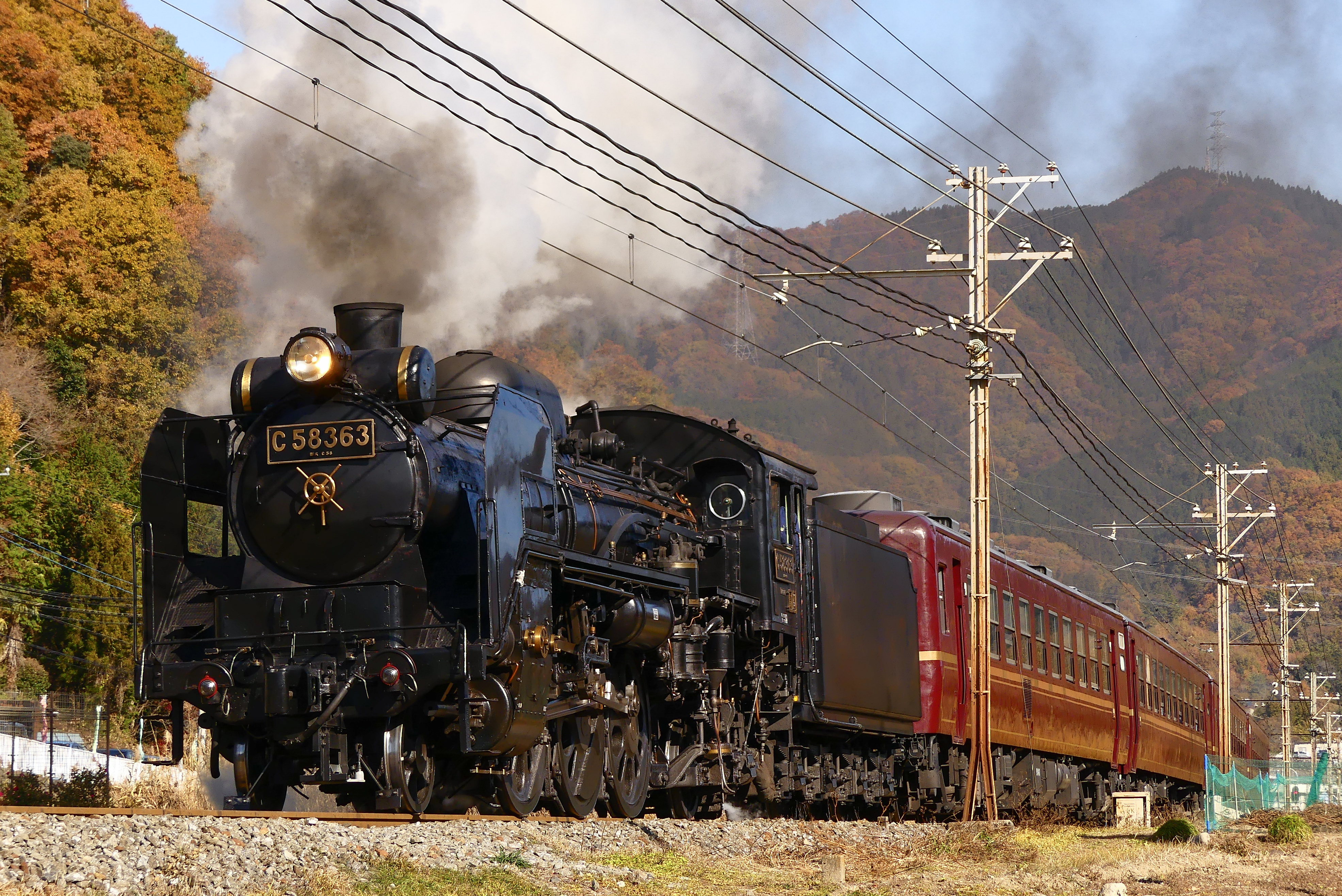
C58 363

### 電気機関車
在籍する3機のうちEF64 1001号機は旧型客車電気暖房用のMGを搭載している。
EF64形（2両）
- 1000番台2両（1001, 1053）が在籍し、主にELぐんまよこかわ号などの臨時列車を中心として運用されていた。
- 1001号機はMG搭載、1053号機はMG未搭載。
- 1001号機は茶色（ぶどう色1号）地に白帯を一本巻いた塗色であったが、2017年10月の全般検査の際に国鉄新性能直流電気標準色で出場している。
- この他37号機、1052号機も在籍していたが、両機は2021年11月8日に秋田総合車両センターへ回送[35]され、10日付で廃車となった[36]。
- 37号機は主に高崎地区および甲信方面への工事臨時列車や配給列車で用いられ、イベント列車への充当頻度は低かった。2003年4月から2019年2月まで茶色（ぶどう色2号）一色塗装であった。
- 1052号機は2019年3月に施工された全般検査において茶色地に白帯の塗装となり[37]、その後は1001号機や1053号機と共通で運用されていた。

EF65形（1両）
- P形の501号機が在籍。
- 主にELぐんまよこかわ号などの臨時列車を中心とする運用に就いていた。

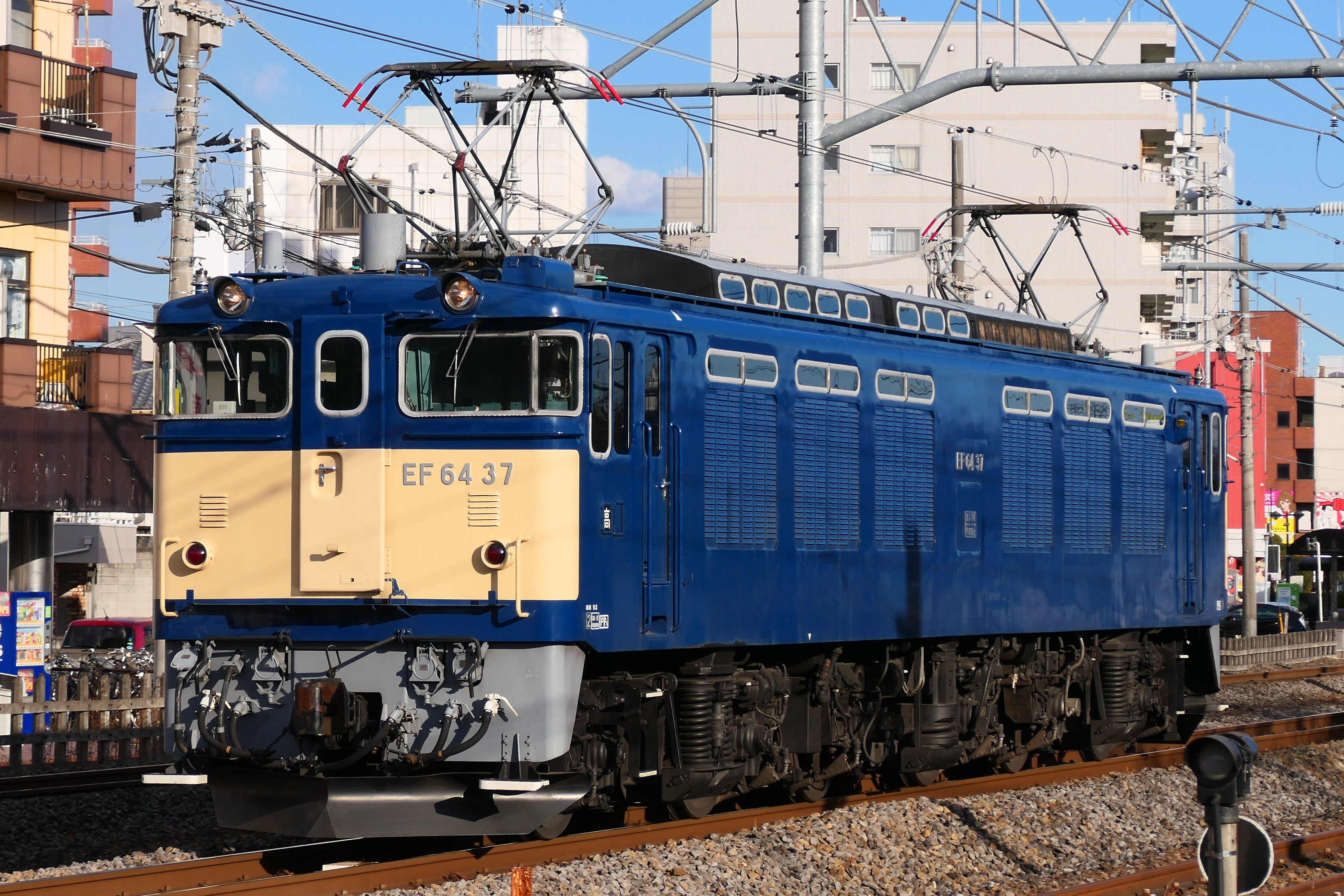
EF64 37
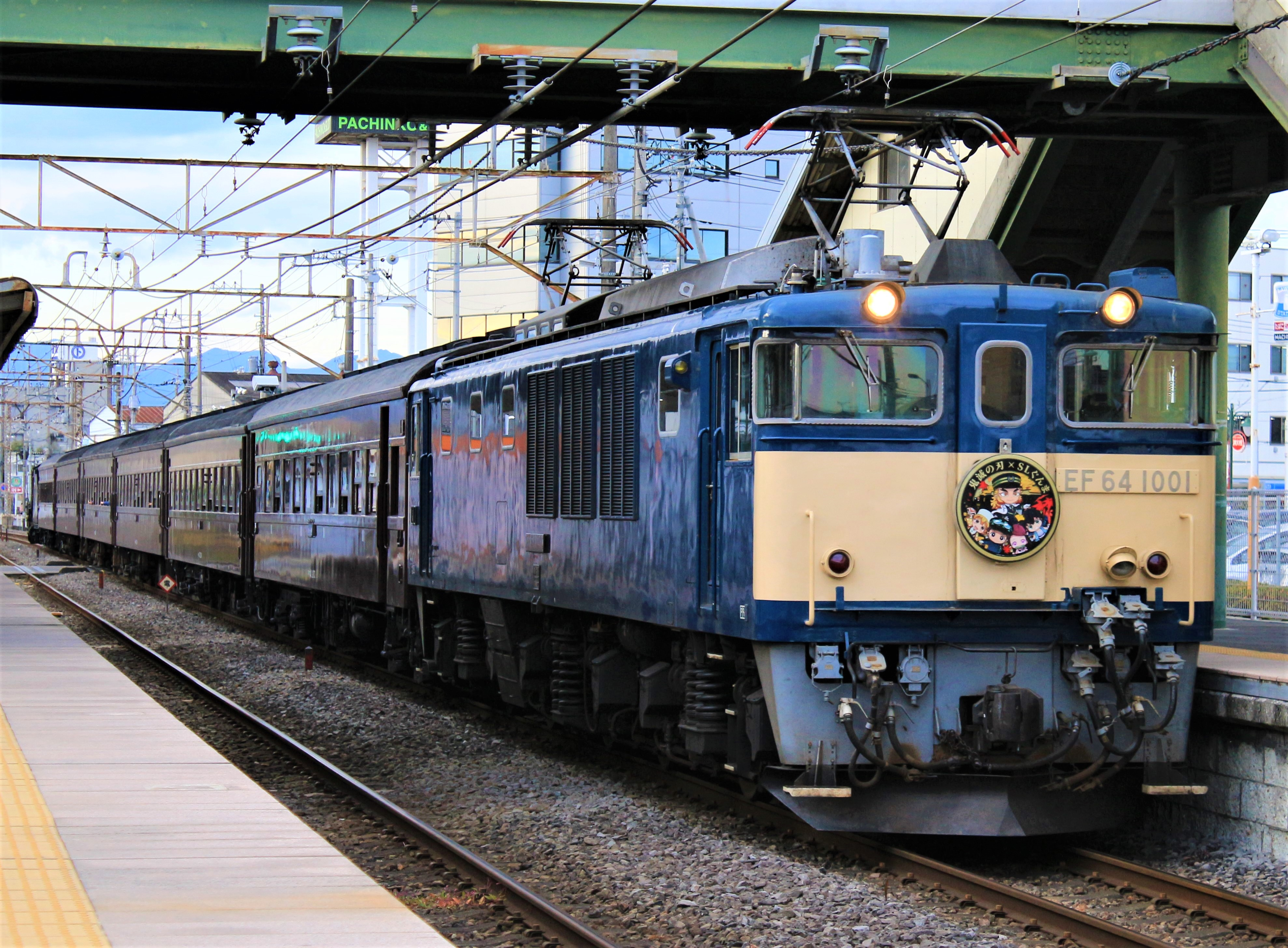
EF64 1001
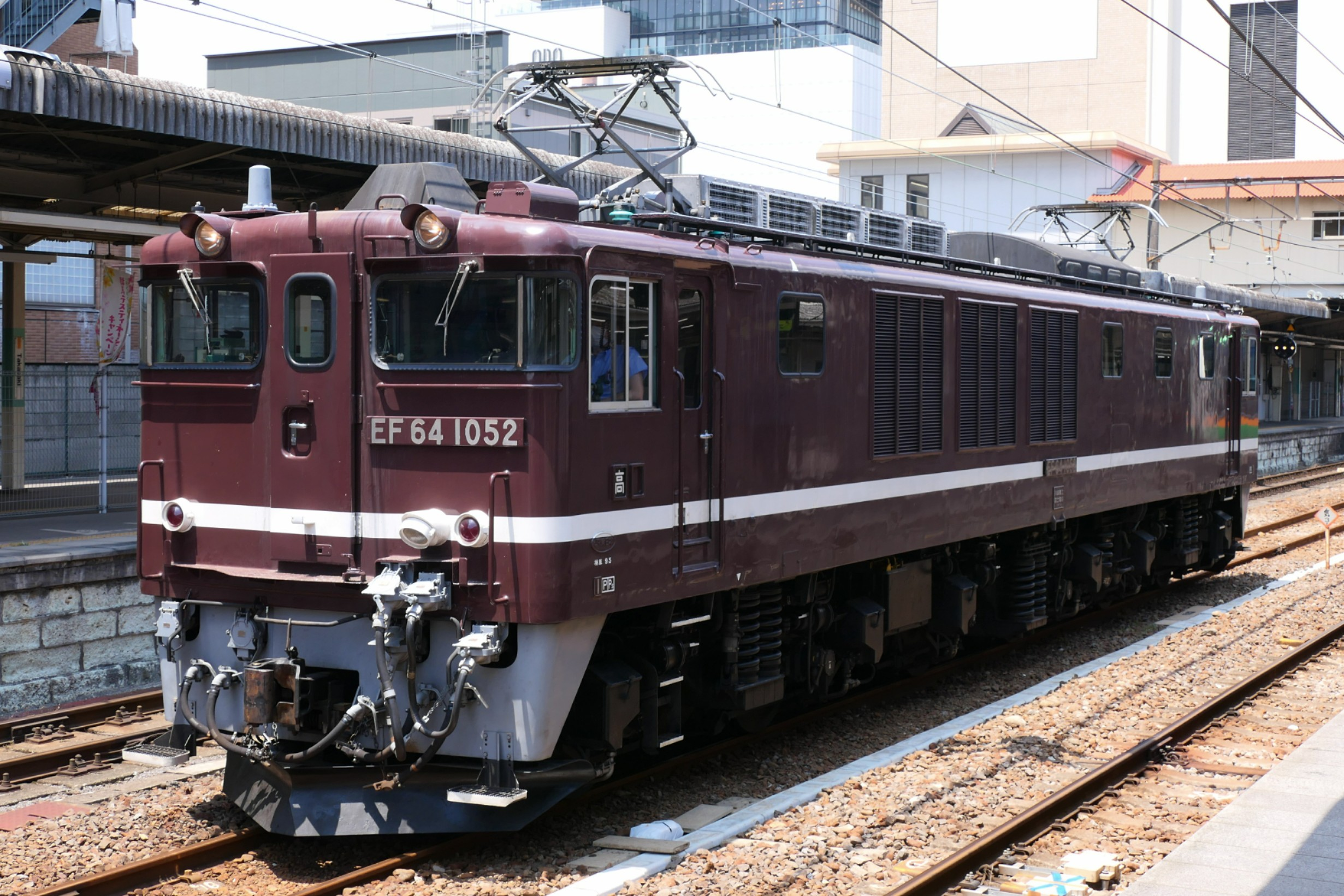
EF64 1052
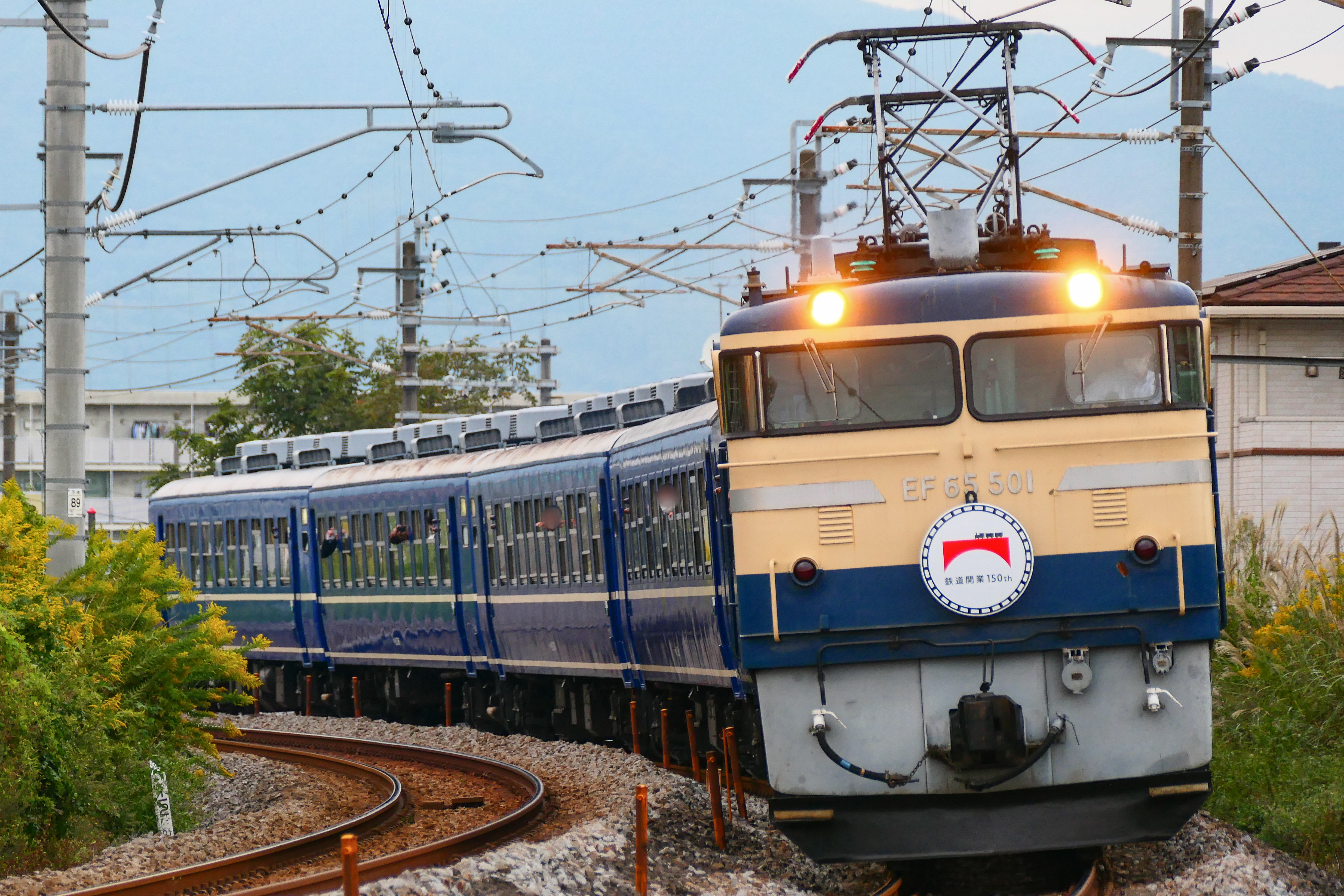
EF65 501

### ディーゼル機関車
すべてSG未搭載機である。
DD51形（2両）
- 2両（842, 895）が在籍。
- 両機ともお召し列車牽引に対応。E655系「和（なごみ）」が特別車両E655-1を連結しお召し列車として非電化区間で運行される際の牽引機としての役割も担っている。
- 清水トンネルにおける停電時における非常用救援機としての役割も担っている。

DE10形（9両）
- 1500番台9両（1571, 1603, 1604, 1654, 1685, 1697, 1704, 1705, 1752）が在籍。
- 本センターでの車両入換、関東地区の事業用列車（客車入換）、臨時列車を担当する。また、尾久車両センターでの入換業務を担当するため田端運転所に常駐する。
- 1705号機は茶色（ぶどう色1号）に白帯を配した塗色。
- 2017年3月4日付で9両（1571, 1603, 1604, 1654, 1685, 1697, 1704, 1751, 1752）が宇都宮運転所から転入[38]。
- かつては1698号機（2013年2月4日に発生した車両火災により廃車）および1751号機（2022年2月1日付で廃車）も所属した。

DE11形（1両）
- 1041号機が在籍。2016年12月21日付で宇都宮運転所から転入した[38]。

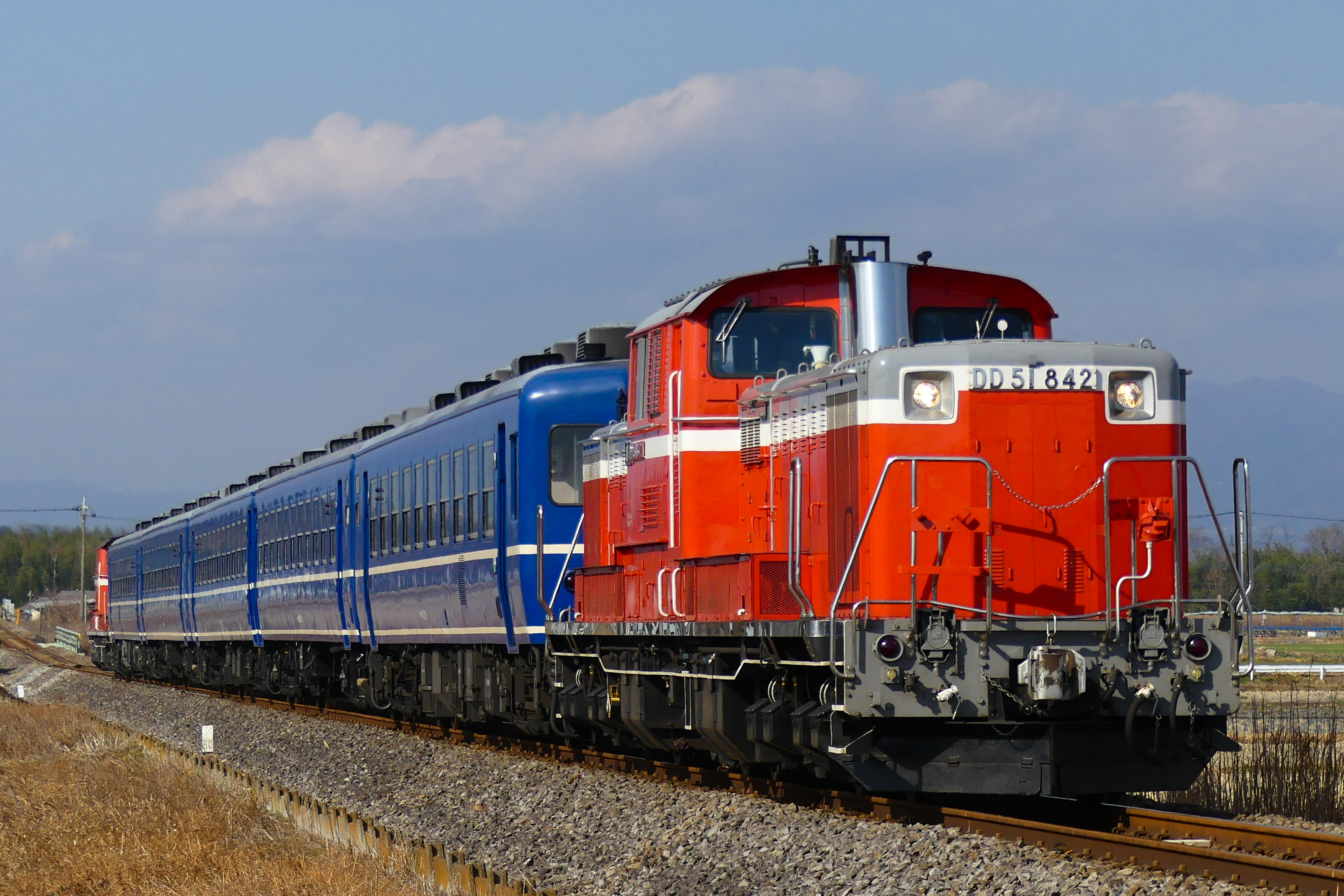
DD51 842
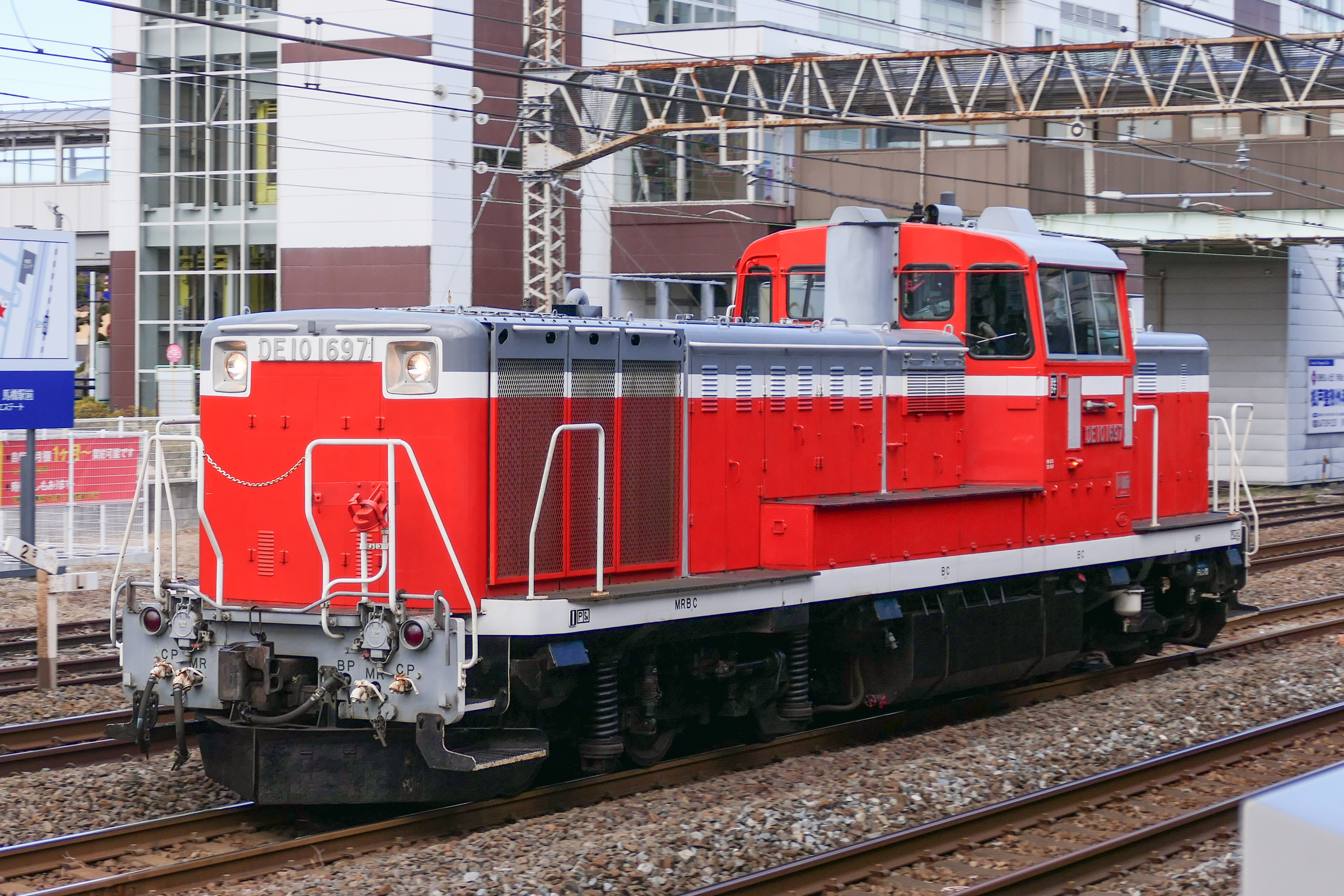
DE10 1697
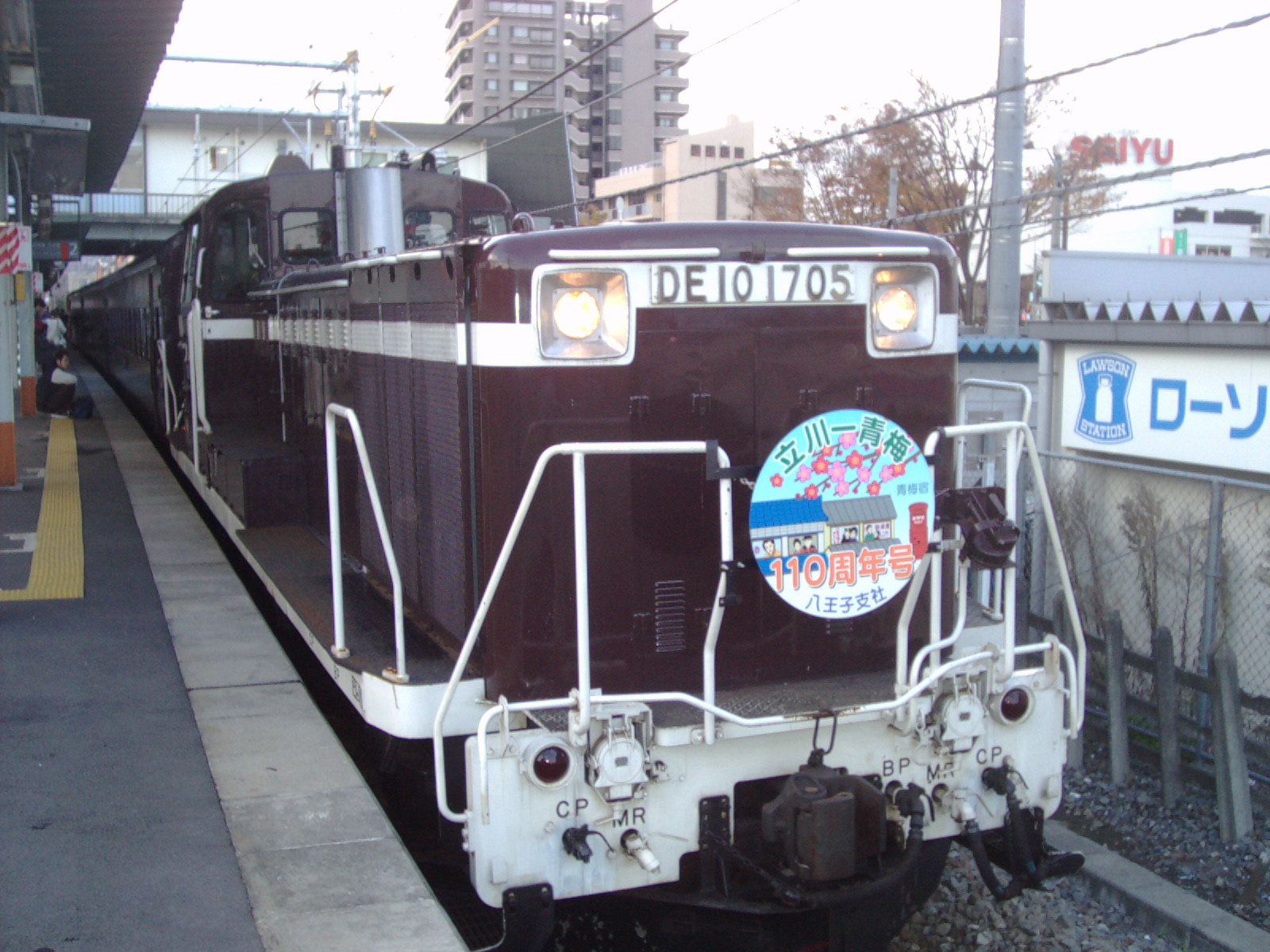
DE10 1705

### 客車
12系客車（6両）
- 尾久客車区から転入した波動用の座席車5両（スハフ12 161, 162、オハ12 366, 367, 369）と蒸気機関車伴走用の控車（オヤ12 1）が配置されている。
- オハ12 368は2023年3月30日付で廃車された[2]。

旧型客車（7両）
- オハ47形（3両）
  - 3両（2246, 2261, 2266）が在籍。
  - 2239は2000年4月18日付けで廃車。
- スハフ32形（1両）
  - 1両（2357）が在籍。
  - 1938年製造で2022年10月14日にマイテ49 2が除籍されて以降、JRグループ内における本線運転が可能な最古の鉄道車両である。
- スハフ42形（2両）
  - 2両（2173, 2234）が在籍。
  - 2020年のリニューアル工事に際して、2173はラウンジカーに改造。
  - 2022年9月に2234が本センター所属客車で唯一となる青15号塗装に変更された。
  - 2071は北海道旅客鉄道旭川運転所に転属後、2023年3月31日付けで廃車。
- オハニ36形（1両）
  - 1両（11）が在籍。
  - 車内に荷物室が設けられており、本センター所属客車では唯一の合造車である。

上記の7両は蒸気機関車牽引列車（SL列車）および波動用で、いわゆる旧型客車である。これらの「旧型客車」は、2011年に下記の整備が行われた。
- 乗降ドアの集中鎖錠装置設置による半自動化（すべてのドアを閉めた状態でスイッチ操作によりロックを掛けられるもの）[注 13]
- 汚水処理タンク搭載によるトイレの水洗化および便洗面所自体のリニューアル工事（オハ47形全車）
- 機関車の平軸受温度監視システムを客車側でモニターするためのジャンパ連結器 (KE100) の設置（左右両栓構造）
- 蒸気機関車牽引時に蒸気暖房を使用できるようにするための引き通し管の再整備
- スハフ32形、スハフ42形、オハニ36形の尾灯をLED方式に変更し、バッテリーの耐久性を増強する機械を各車トイレ室に設置（そのためトイレ室の利用は不可）
- バッテリーへの負荷を最小限に抑えるため、客室の室内灯を従来の蛍光管から白熱灯をイメージした電球色LEDに交換[注 14][40]。なお、交換作業は2012年秋から2013年春までの間に実施された。

これらの旧型客車は2019年（令和元年）10月28日を最後に一旦営業運転から離れ、翌2020年（令和2年）4月から同年6月にかけて行われる予定だった群馬デスティネーションキャンペーンに向け、大規模なリニューアル工事が施工された。

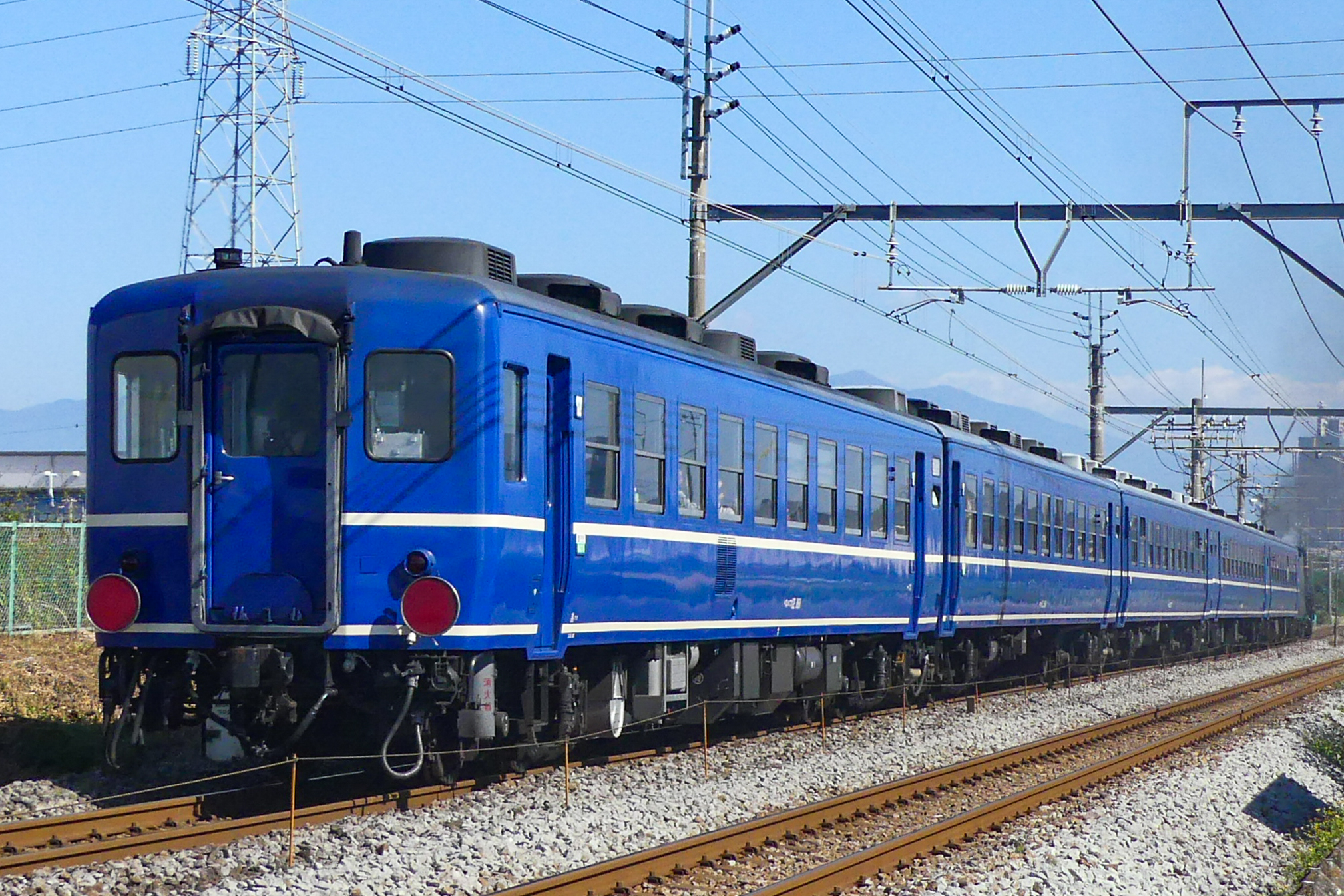
12系
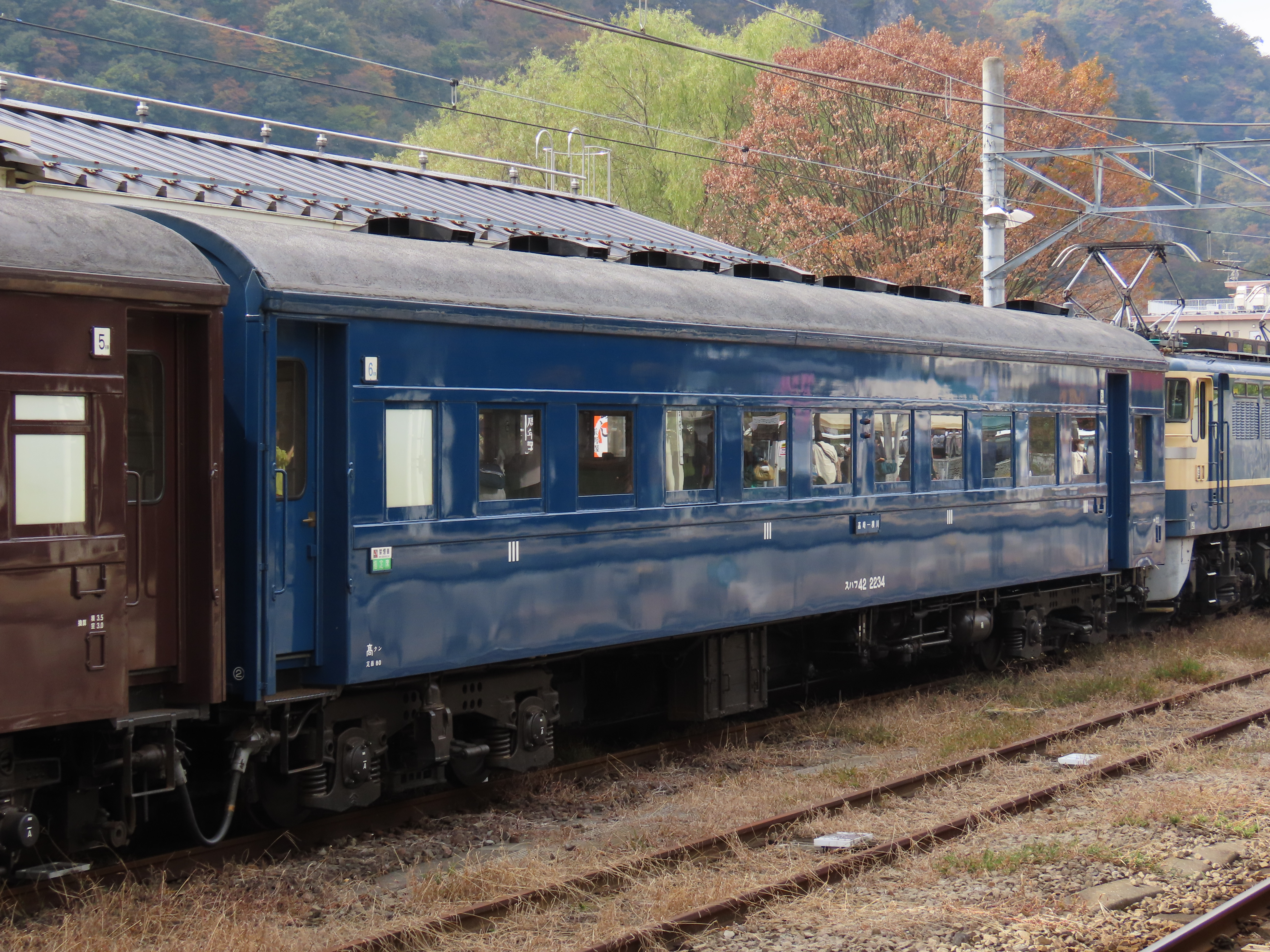
スハフ42 2234
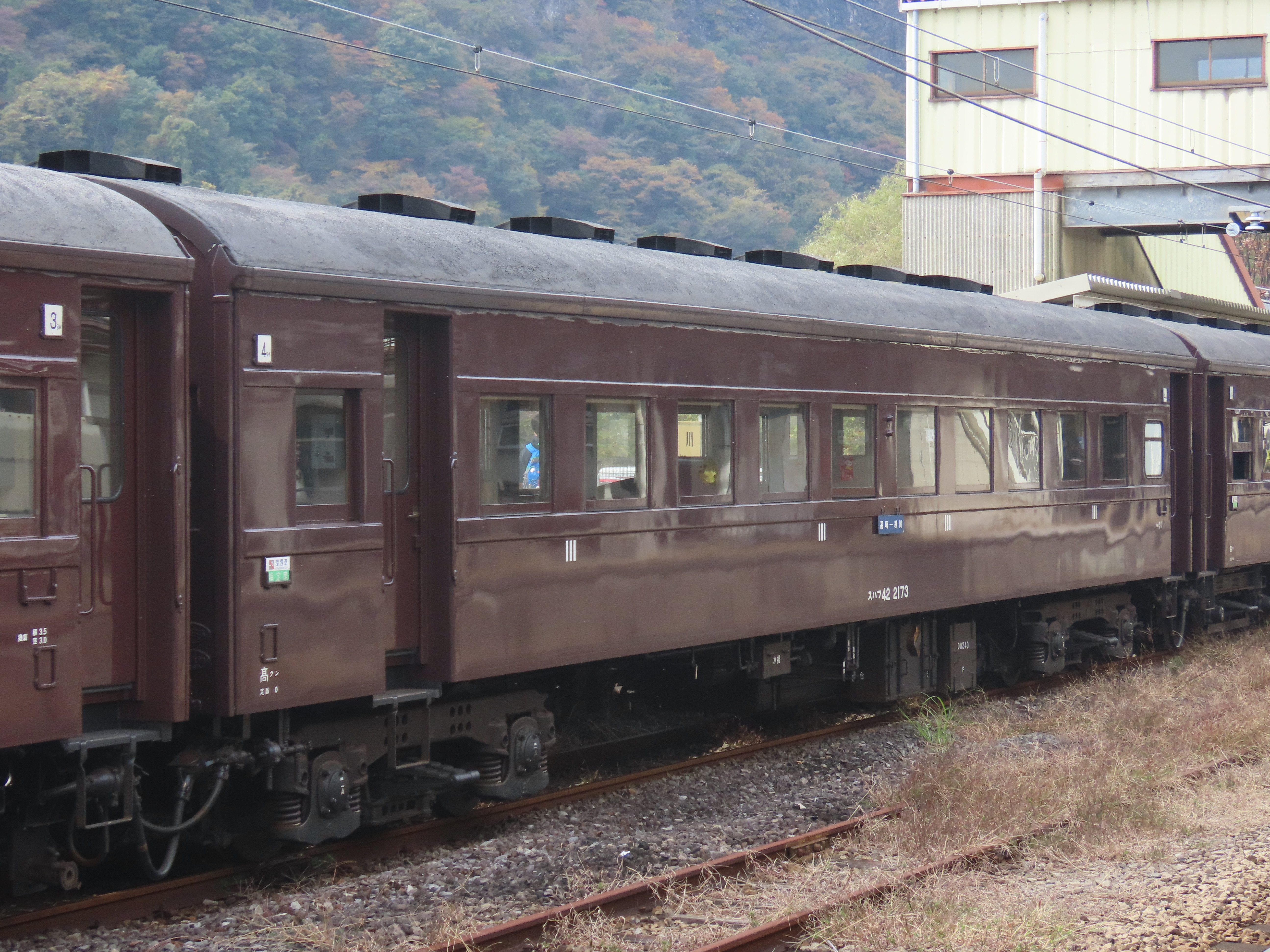
スハフ42 2173
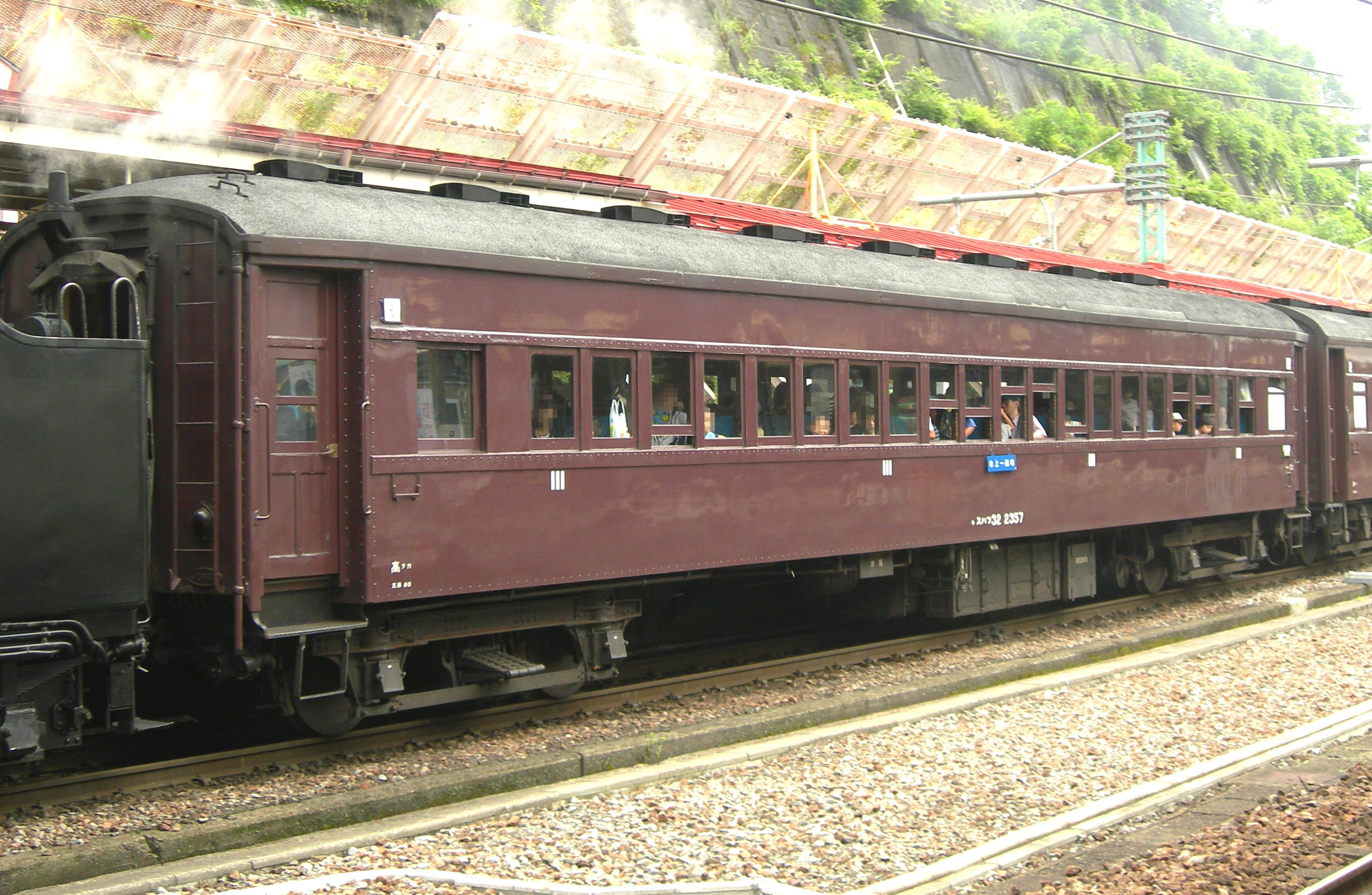
スハフ32 2357
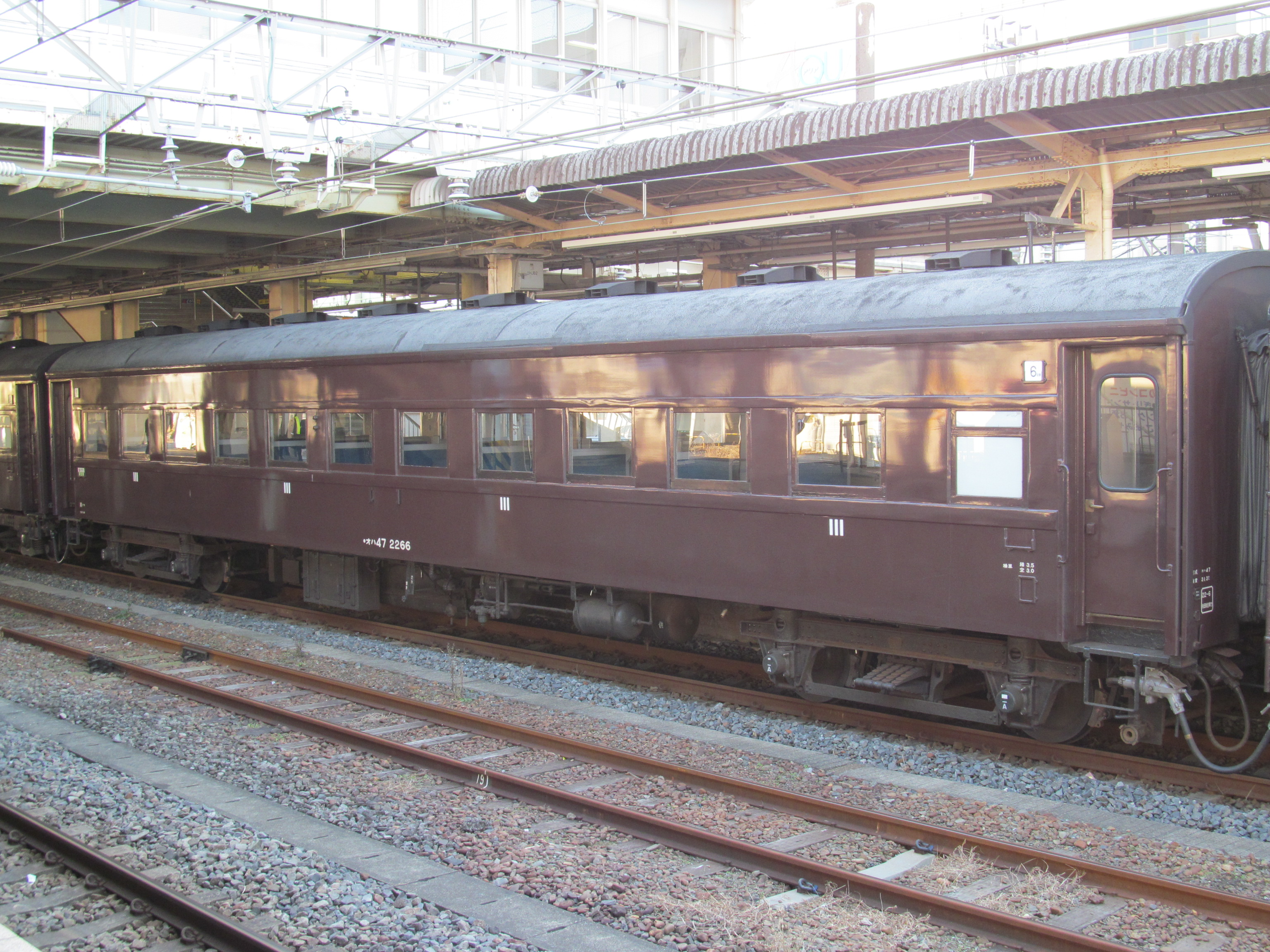
オハ47 2266
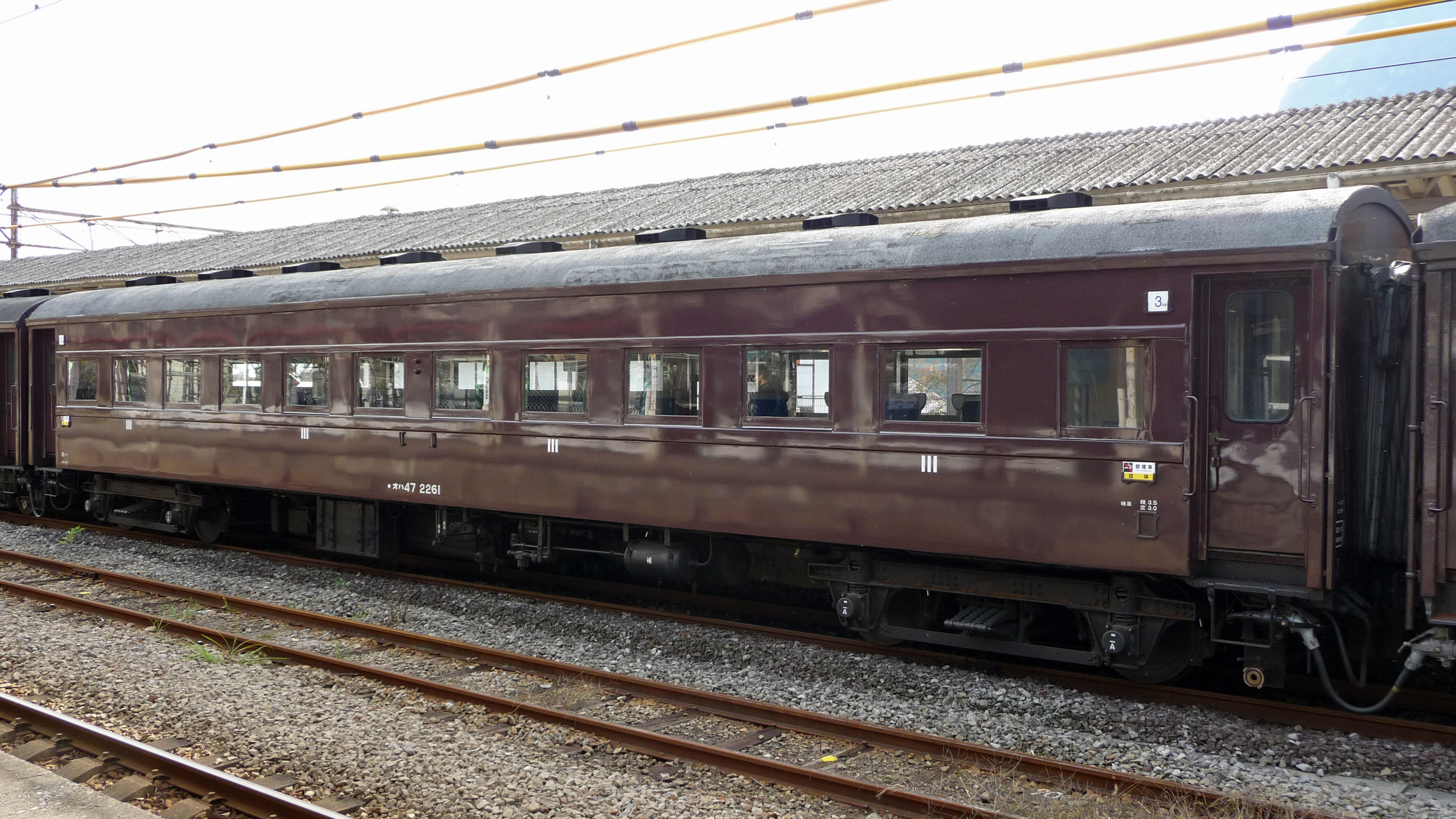
オハ47 2261
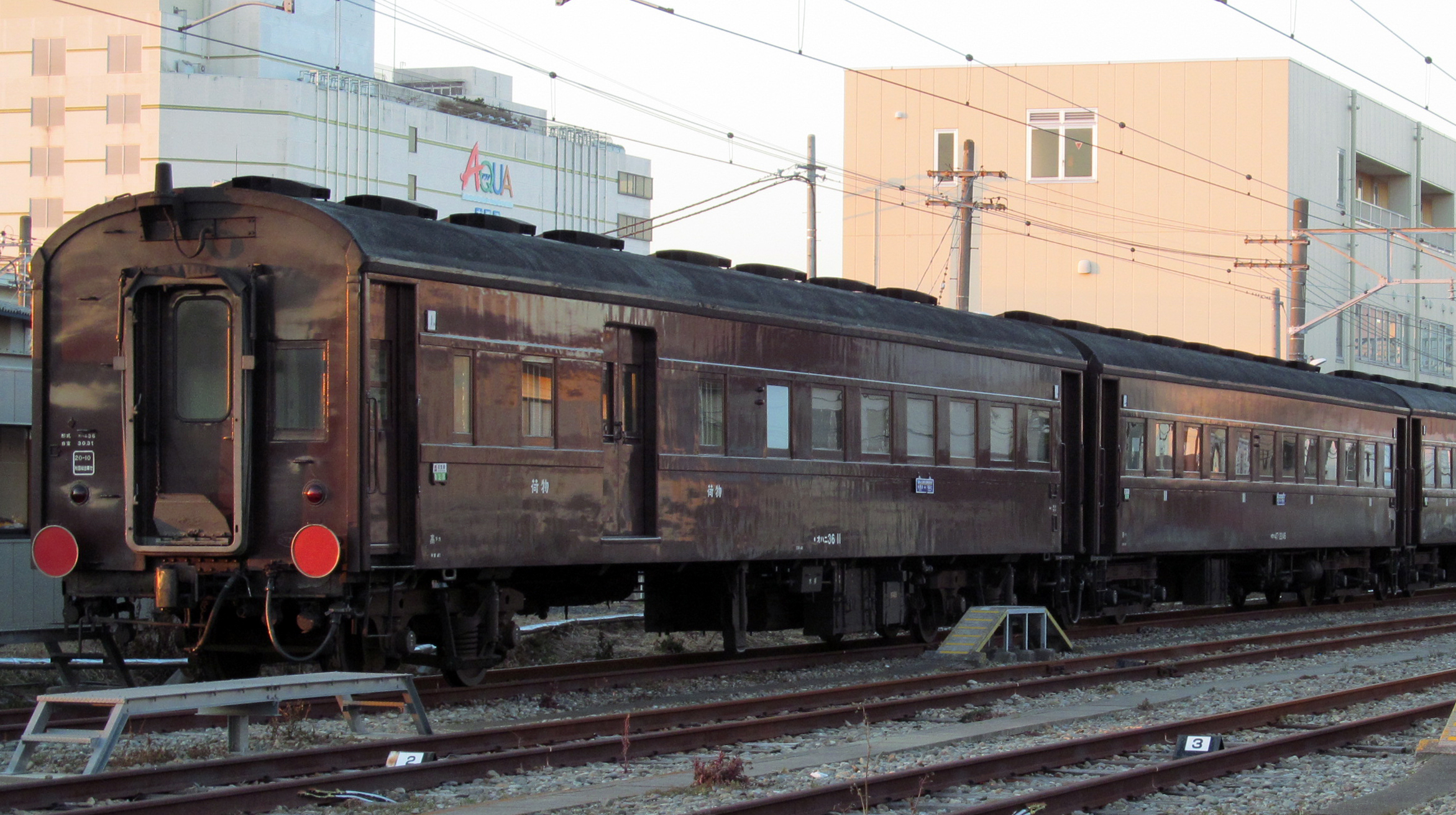
オハニ36 11（左側） オハ47 2246（右側）

### 過去の配置車両

#### 気動車
キハ30・35形気動車
- 1996年の八高線八王子 - 高麗川間の電化まで、八高線全線と高崎線（倉賀野 - 高崎間）で運用されていた。
- 上記の電化と高麗川 - 高崎間のキハ110系気動車への置き換えにともない、運用を終了した。
- 1989年に足尾線（現・わたらせ渓谷鐵道わたらせ渓谷線）がわたらせ渓谷鐵道に移管されるまでは同線で、1985年に川越線が電化されるまでは同線でも運用されていた。

キハ38形気動車
- 1986年にキハ35形の車体を載せ換えて製造された、車体更新車である。
- 1996年の八高線八王子 - 高麗川間の電化まで、八高線全線と高崎線（倉賀野 - 高崎間）で運用されていた。キハ30・35形と同時に八高線の運用を終了した。
- 運用終了後は全車が幕張車両センター木更津派出に転出し、久留里線で運用された。

キハ40形気動車
- キハ40形のみが所属しており、1989年まで足尾線（現・わたらせ渓谷鐵道わたらせ渓谷線）で運用されていた。
- 運用終了後は東北地区のキハ40系運用路線に転出した。

キハ20形気動車
- キハ20形のみが所属しており、1989年まで足尾線（現・わたらせ渓谷鐵道わたらせ渓谷線）で運用されていた。
- 運用終了後は廃車された。

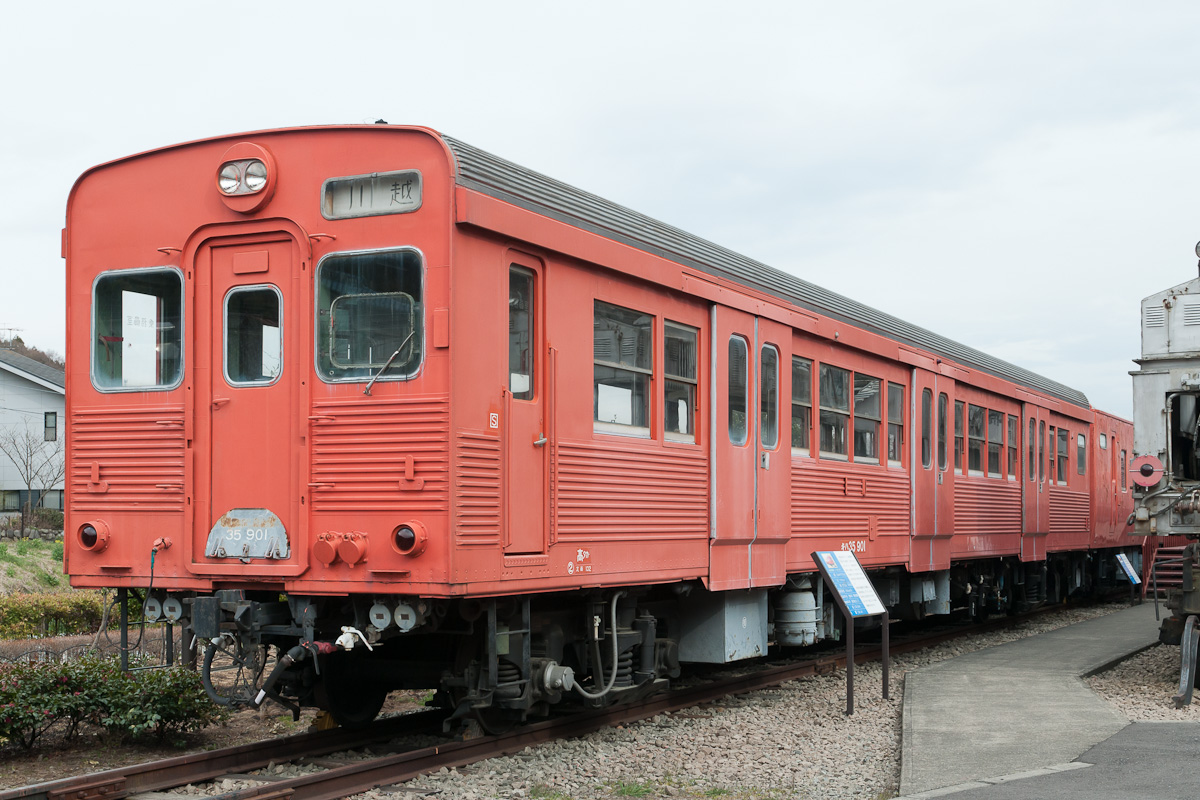
キハ35系
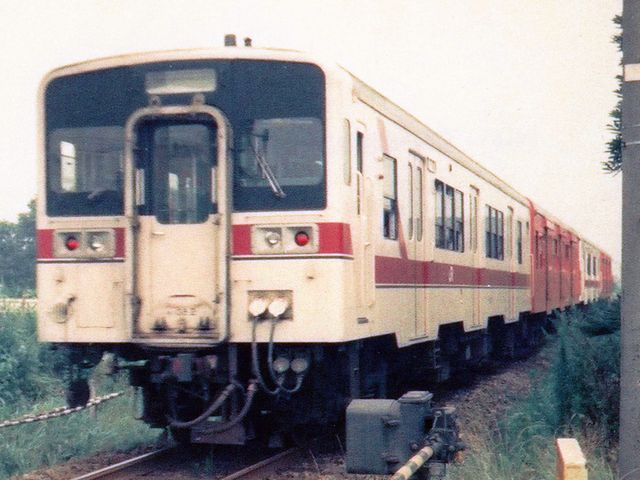
キハ38形

#### 機関車
EF63形
- 1997年の横川運転区廃止から翌年にかけての除籍までの間、21両（2 - 4, 6 - 8, 10 - 13, 15 - 25）が配置されていた。
- 在籍中は運用されず、運転自体も大宮への展示回送牽引など僅かであった。
- 1998年9月10日に22号機が除籍されたことにより配置、形式ともに消滅した。

EF55形
- 1号機が配置されていた。
- 国鉄時代の1986年から2009年まで高崎支社管内の客車列車（観光列車）などの牽引に使用されていた。2015年4月12日に廃車され鉄道博物館で常設展示されている。準鉄道記念物。

EF60形
- 19号機が配置されていた。
- 高崎支社管内の工事用臨時列車を中心に運用され、イベント列車への充当頻度も高かった。
- 2007年にかつて配置されていた12系和式客車「やすらぎ」に準じた塗装から国鉄標準色に変更された。
- 2010年に2エンド側の前灯がシールドビーム2灯から原型の白熱電球1灯に復元され、のちに1エンド側も1灯に復元された。
- 2019年7月1日に秋田総合車両センターへ回送[43]、3日付で廃車された[44]。

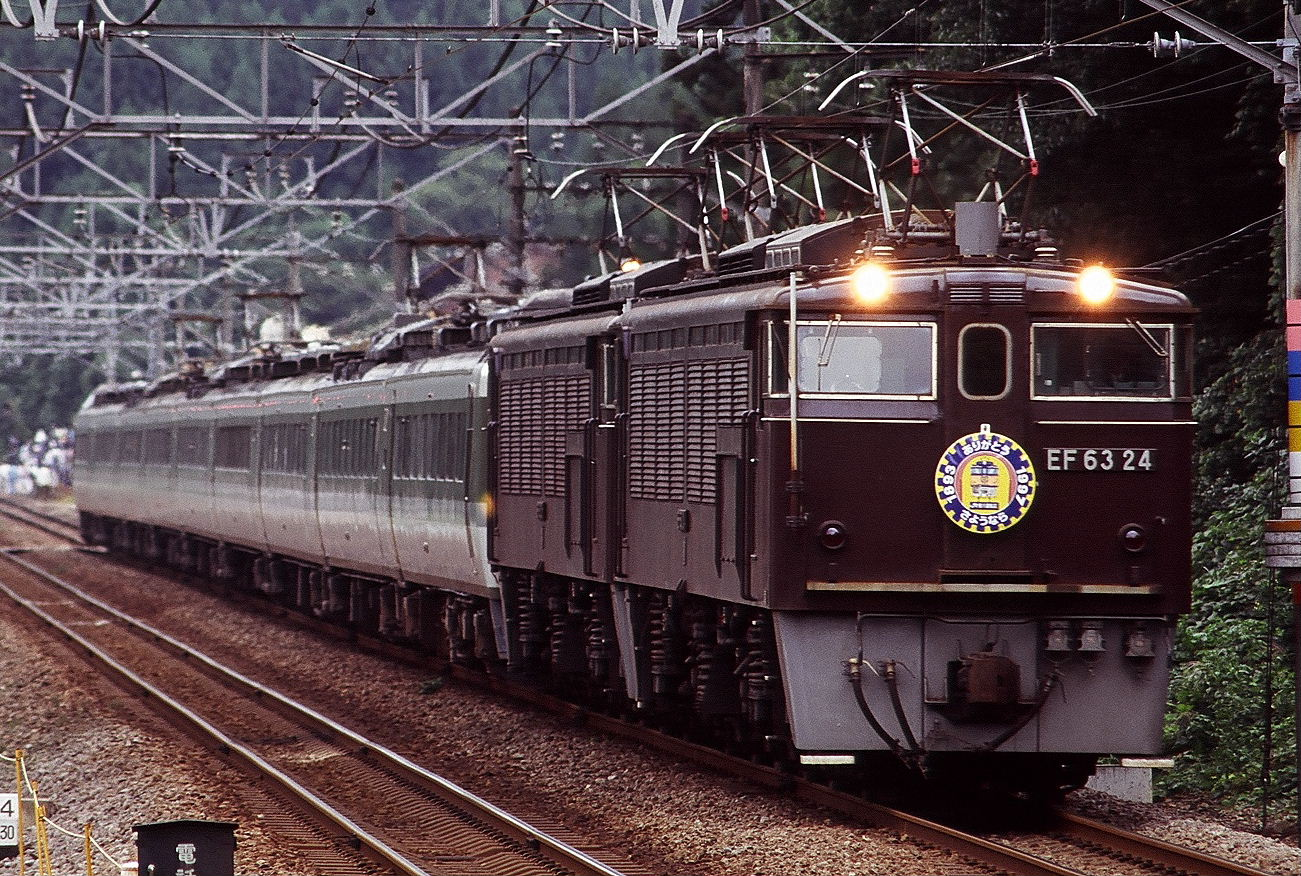
EF63 24
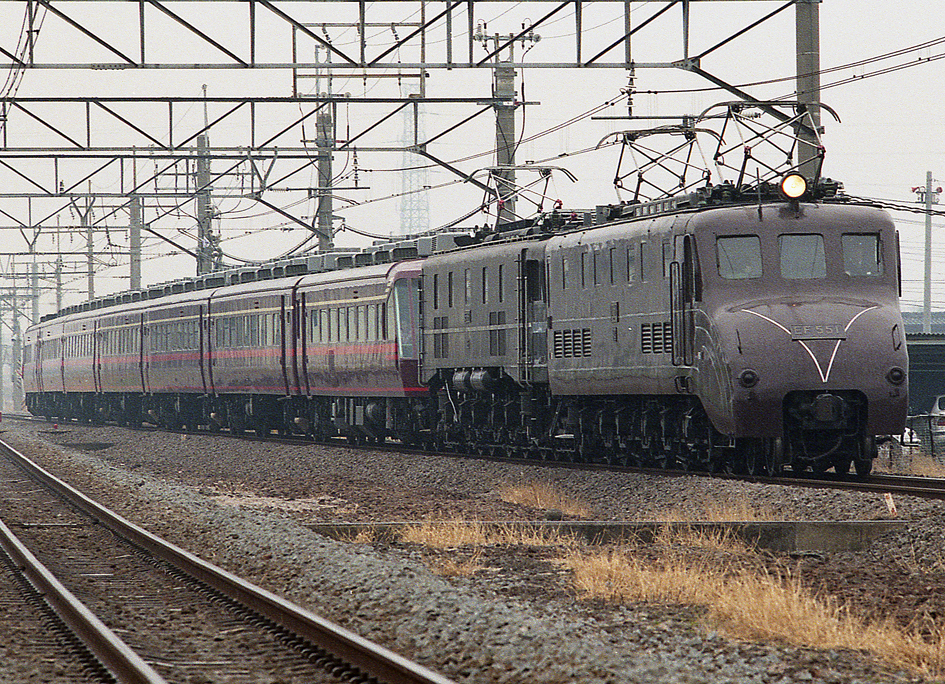
EF55 1
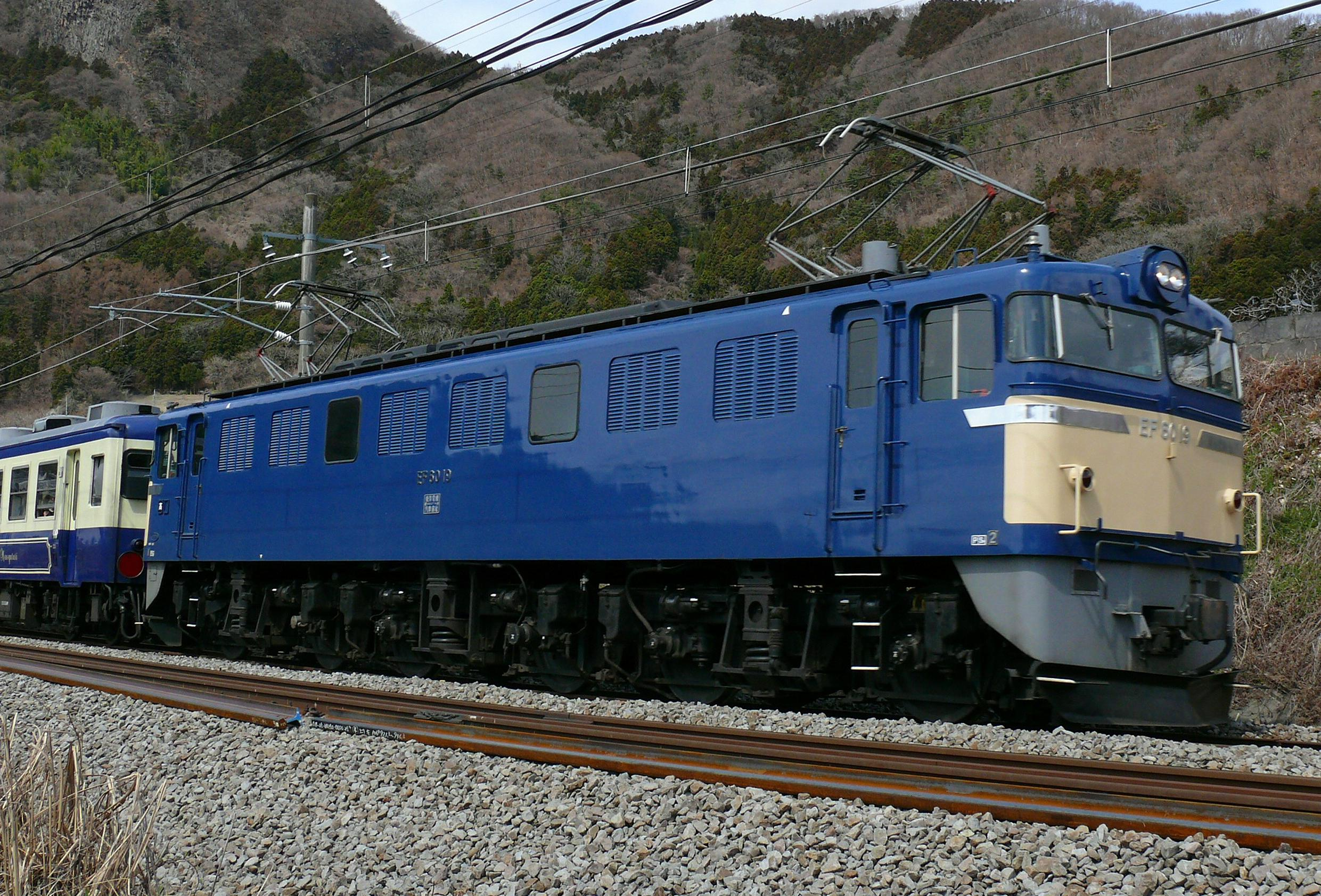
EF60 19

#### 客車
12系客車
- 波動用の座席車が現在よりも多く配置されていたほか、お座敷列車のジョイフルトレイン「やすらぎ」・「くつろぎ」も配置されていた。
- 座席車のうち6両は、1996年5月に西武鉄道E851形電気機関車のさよなら運転実施に伴い、同社に貸し出され、一時的に西武鉄道の車籍が入れられた[45]。
- お座敷列車は、車両の老朽化が進み、客車のため機回しが必要であることが運用面で煩雑とされ、485系の「やまなみ」「せせらぎ」（2本とも後に「リゾートやまどり」に改造）に置き換えられた。
- 運用終了後は「くつろぎ」の一部が碓氷峠鉄道文化むらに保存され、「やすらぎ」の一部がわたらせ渓谷鐵道に譲渡された。

スエ78形
- 1両（15）が在籍していた。
- 戦災復旧車であるマユニ78 21からの改造車。救援車で3軸ボギー台車を装着した最後の営業用車両であったが、2007年2月28日に除籍され、その後解体された。

マニ50形
- 1両（2185）が在籍したが、2019年6月7日付で除籍された。

オハフ50形
- 2両（2501, 2502）が在籍していたが、2001年6月10日に除籍された。

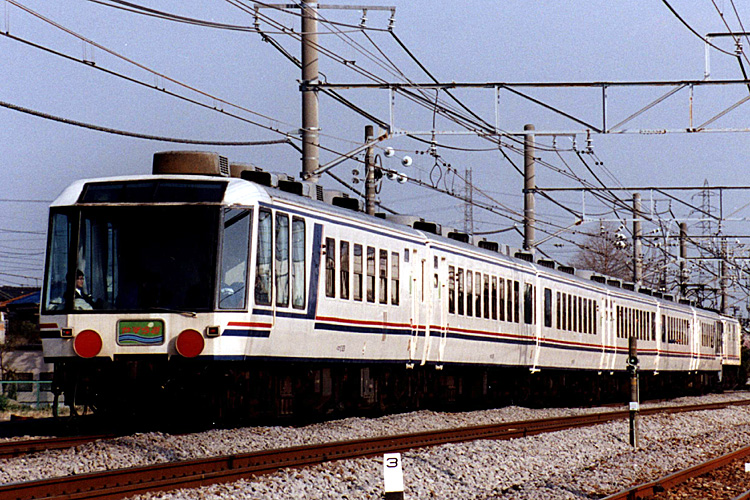
12系「やすらぎ」
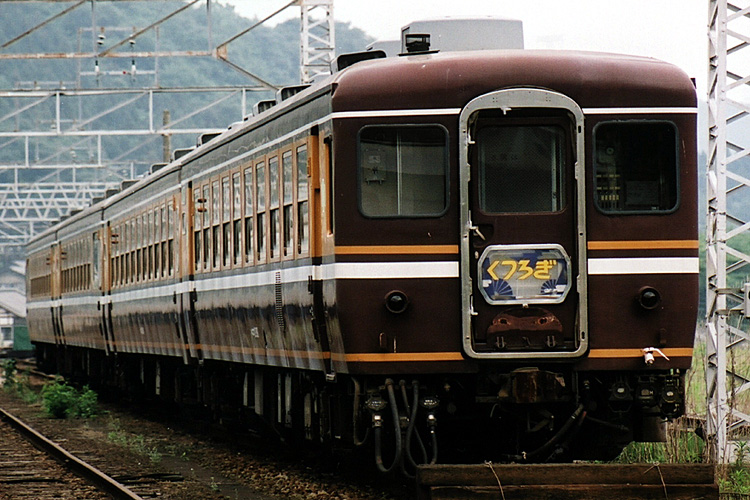
12系「くつろぎ」
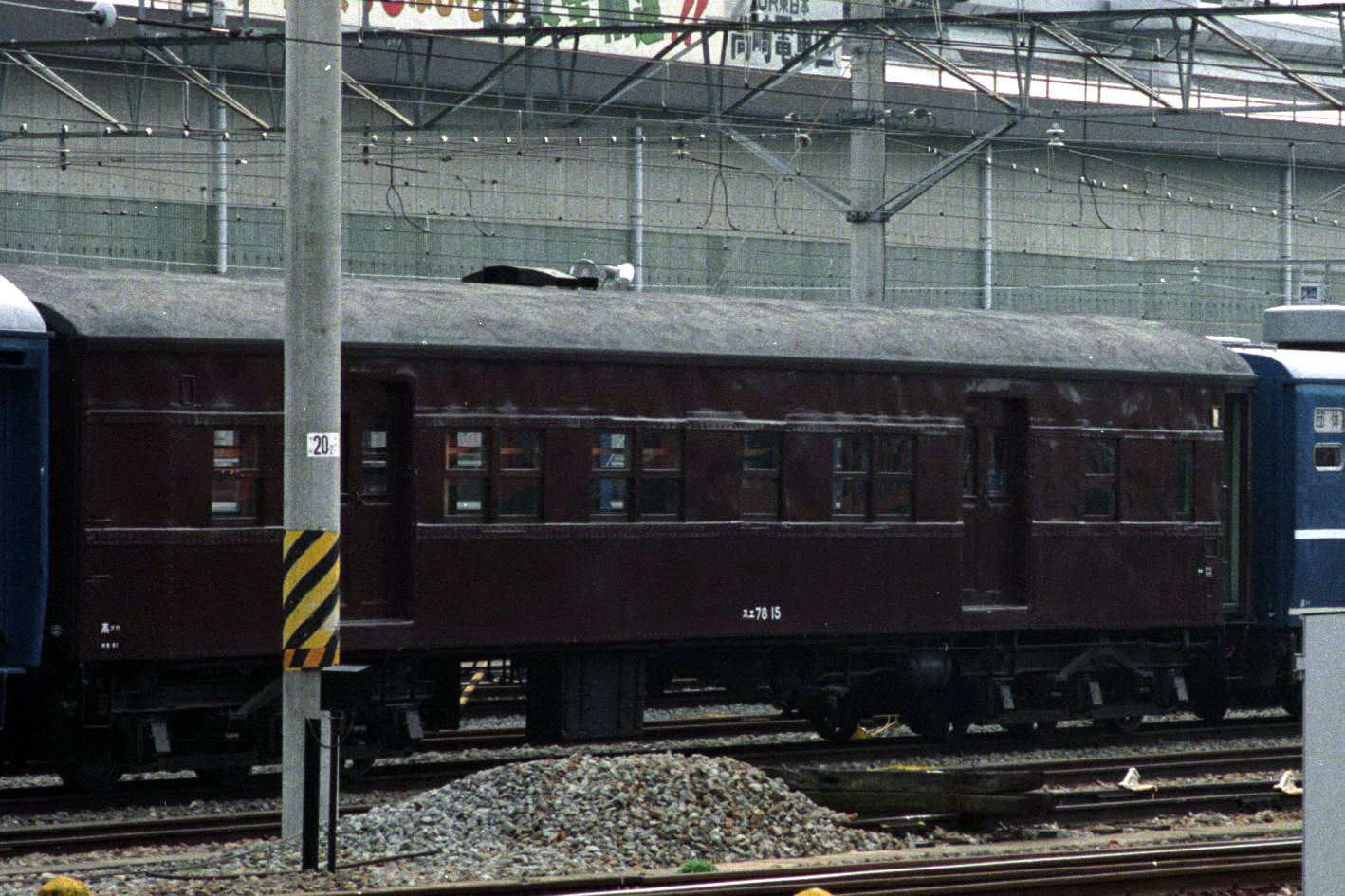
スエ78 15
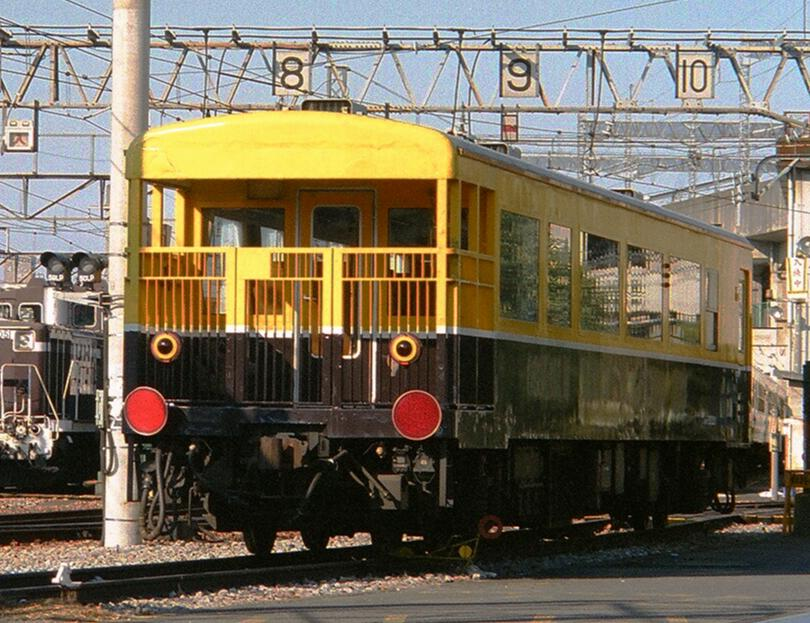
オハフ50 2500番台

#### 貨車
チキ6000形
- レール輸送用長物車。
- 2020年9月30日付で1両（6016）が廃車、2021年9月9日付で2両（6052・6155）が廃車され、配置がなくなった。

ホキ800形
- バラスト輸送散布用のホッパ車。7両が配置されていたが、2022年7月1日付けで廃車され[2]配置がなくなった。
- 高崎支社管内の在来線で使う砕石が吾妻線小野上駅から搬出される関係で、小野上駅常備となっていた。

トラ90000形

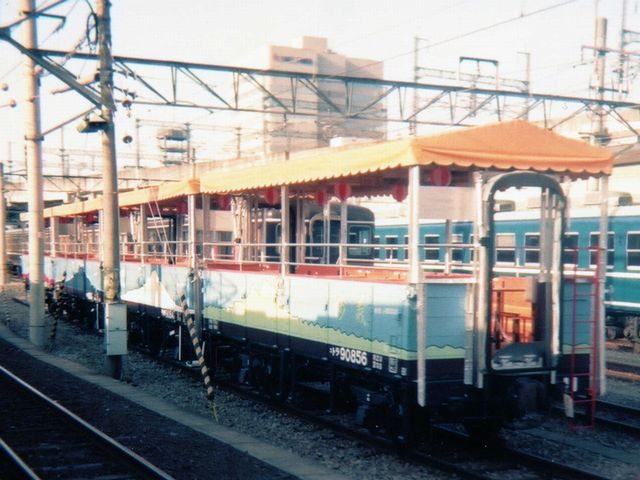
トロッコ列車用に4両（90647, 90856, 91318, 91339）が在籍していた。
- 上記順各車に「浅間」「妙義」「赤城」「榛名」の愛称が与えられていた。
- 前述のオハフ50形の登場により、1997年10月に除籍された。  - トラ90000形